# 本田圭佑
本田 圭佑（ほんだ けいすけ、1986年6月13日 - ）は、大阪府摂津市出身の実業家、サッカー指導者、プロサッカー選手。ポジションはMF、FW。元日本代表。

## 概要
アジア（日本、ブータン）、ヨーロッパ（オランダ・ロシア・イタリア・アゼルバイジャン・リトアニア）、北米（メキシコ）、オセアニア（オーストラリア）、南米（ブラジル）と5地域のプロリーグでプレーし得点を決めた。
日本代表時代には日本人初となるW杯3大会連続ゴールを決め（日本人のＷ杯最年長得点者）、アジア人のＷ杯最多得点者となり、アジア人初となるW杯3大会連続アシストも達成。W杯3大会連続となる得点とアシストの両方を記録した史上6人目の選手となった。FIFA選出のW杯の「マン・オブ・ザ・マッチ」は4回受賞しており、受賞総数7位である。
2020年にイギリスメディア『90min』選定の「21世紀の日本代表ベストイレブン」に選出、ドイツメディア『SPOX』選定の「アジア歴代ベストイレブン」に選出、『アジアサッカー連盟（AFC）』『Opta』選定の「W杯アジアベストイレブン」に選出された。
選手以外の活動も精力的に行い、2012年から自身がプロデュースするサッカースクール・SOLTILO FAMILIAを日本全国で開校。2015年からは複数のプロサッカークラブの実質的なオーナーを務める。2018年よりカンボジア代表のGM・監督に就任し、2023年に退任。

## クラブ経歴

### プロ入り前
大阪府摂津市出身。両親は本田が小学校2年生の春に離婚、自身は父親に引き取られたが、仕事で忙しかったこともあり、祖父母に育てられていた。幼少時は鳥飼さつき園に通園。摂津市立鳥飼北小学校2年時から地元の摂津FCに入団しサッカーを始めた。摂津市立第四中学校に入学。あだ名はゴリ。その後、ガンバ大阪ジュニアユースに所属し家長昭博、安田理大、東口順昭らとともにプレーしたが、当時はスタミナやスピードに難があり、ユースチームへの昇格が見送られた為、石川県の星稜高校へ進学した。1年時に高円宮杯全日本ユース選手権で準優勝し、3年時にはキャプテンとして第83回全国高等学校サッカー選手権大会に出場し、石川県勢として初のベスト4に貢献した。高校では、豊田陽平や橋本晃司とともにプレーした。2004年には特別指定選手として名古屋グランパスエイトの練習に参加し、7月24日に行われたナビスコカップのジュビロ磐田戦で公式戦初出場を果たした。背番号は「39」。同時期に横浜F・マリノスの練習にも参加したが獲得は見送られた。

### 名古屋グランパスエイト
高校卒業に際して複数のJリーグクラブからオファーを受け、前年に特別指定選手として在籍していた名古屋グランパスエイトとプロ契約を結んだ。背番号は「24」。本人の希望により加入時の契約に「オファーがあれば海外クラブへの移籍を認める」という条項が盛り込まれていた。2005年3月5日、ジェフユナイテッド千葉戦でクラブ史上4人目となる高卒ルーキーの開幕スタメンでプロデビューし、アシストを決めた。4月28日、第8節東京ヴェルディ戦でプロ初ゴールを決めた。
セフ・フェルフォーセンが監督に就任した2年目からレギュラーに定着。フェルフォーセンは本田を主に左サイドで起用するが、これはヨンセンの高さを生かすために本田のクロスが武器になることを期待したことに加え、まだ若い本田の戦術理解力を上げるために様々な役割を与えていたことが理由として挙げられる。

### VVVフェンロ

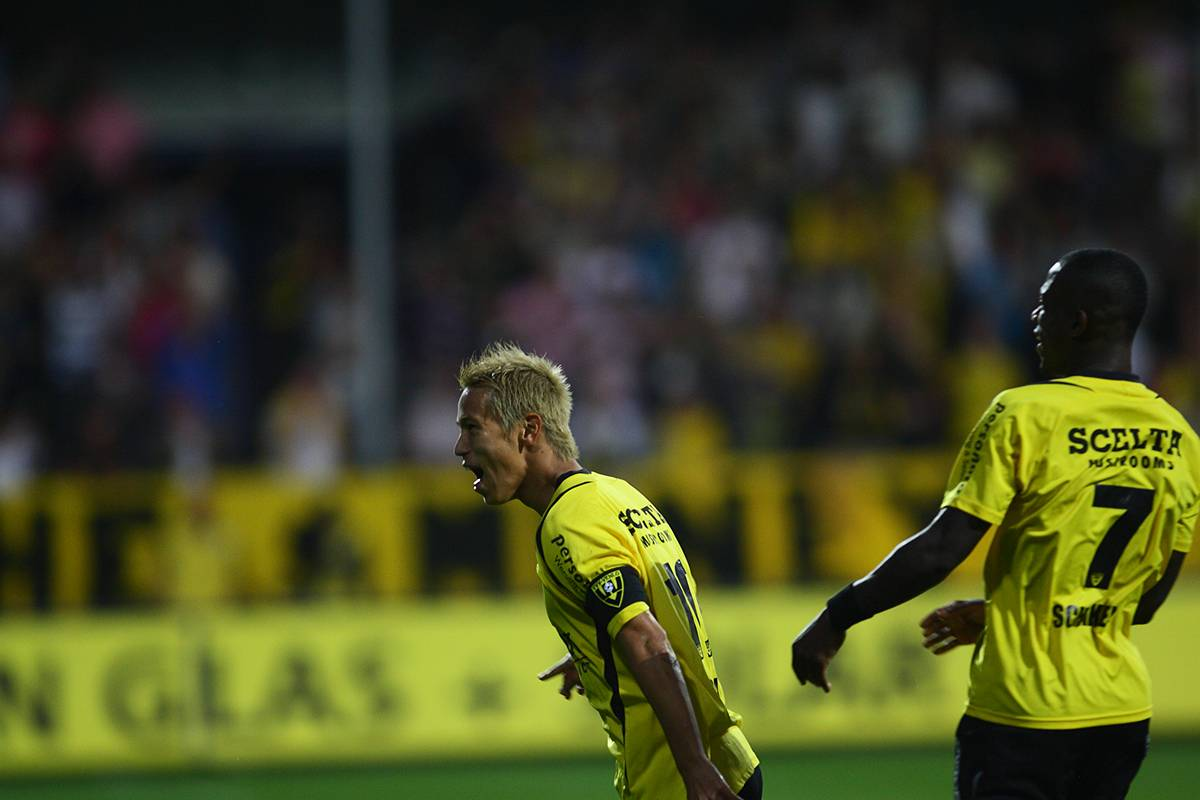
VVVフェンロでの本田圭佑（2009年）

2008年1月16日、エールディヴィジ（オランダ1部リーグ）のVVVフェンロへ移籍。2年半契約＋1年のオプション付きで背番号は「29」。VVVフェンロのハイ・ベルデン会長が名古屋グランパスを率いていた同郷のセフ・フェルフォーセンに日本人選手獲得について相談し、フェルフォーセンが本田を推薦したことが移籍のきっかけとなった。1月20日の入団会見直後に行われたPSV戦に後半開始から出場した。3月15日、第29節フェイエノールト戦で移籍後初得点となる直接FKを決めた。レギュラーに定着したが、チームはエールステ・ディヴィジ（オランダ2部リーグ）への降格が決定した。
2008-09シーズンは8月に浦和レッズから正式オファーが届いたが、本田はオファーを断り、残留を決めた。背番号を「10」に変更し、攻撃の軸として首位を独走するチームの原動力となり、2009年3月20日のフォルトゥナ戦からはキャプテンを任された。4月24日、ハーレムに勝利し、チームをリーグ優勝と１部復帰に導いた。リーグ戦36試合に出場し16ゴール13アシストを挙げ、2部各チームの監督と主将投票による年間最優秀選手賞（MVP）を受賞した。
2009-10シーズンは8月にジーコが率いるロシア・プレミアリーグのCSKAモスクワから正式オファーが届いたが、本田はオファーを断り、残留を決めた。前半戦18試合に先発出場し、6ゴール7アシストを挙げた。第3節ユトレヒト戦では約30 mの距離から豪快なミドルシュートを決めた。このゴールは2017年に『FOX Sports』で過去10年のエールディビジで生まれた「スーパーミドルTOP10」で5位に選出、2019年にはエールディビジで生まれた「日本人最高のゴールTOP10」で1位に選出された。2009年12月にCSKAモスクワ、PSVから正式オファーが届いた。

### CSKAモスクワ

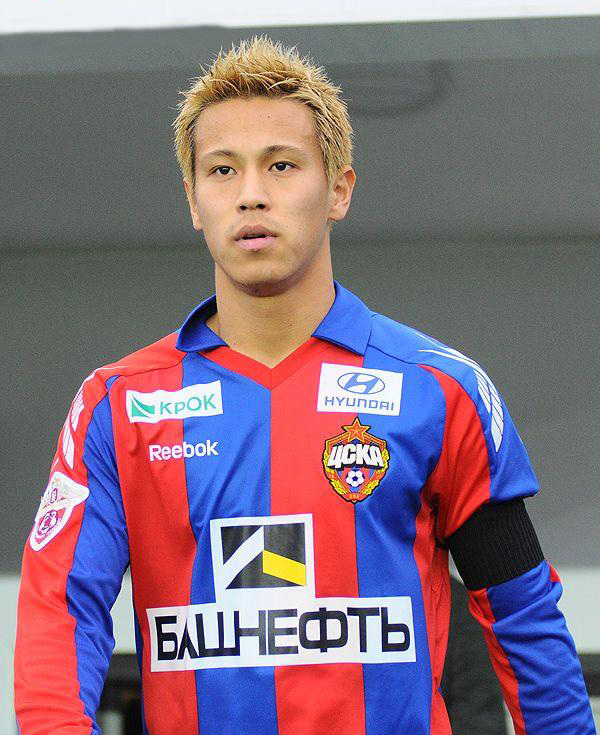
CSKAモスクワでの本田（2010年）

2010年1月1日、ロシア・プレミアリーグのCSKAモスクワへ移籍。4年契約で背番号は「7」。移籍金は900万ユーロ（約12億円）と報道され、ロシア・プレミアリーグでプレーする初めての日本人選手となった。
2010年2月24日、UEFAチャンピオンズリーグ（CL）決勝トーナメント1回戦1stレグのセビージャ戦に先発出場し、CL初出場を果たした。この大会のみ背番号は「18」をつけた。3月16日、2ndレグのセビージャ戦で前半39分にはトマーシュ・ネツィドの先制点をアシストし、後半10分には約30mの距離から決勝点となる直接FKを決め、CL初得点。2戦合計3-2でCSKAが勝利し、日本人初、クラブ史上初、ロシアリーグ所属チーム史上初となるCLベスト8への原動力となった。この試合で「マン・オブ・ザ・マッチ」に選出、さらに1stレグ2ndレグともに欧州の複数のスポーツ紙にてCL週間ベストイレブンに選出された。準々決勝ではジョゼ・モウリーニョが率いるインテルと対戦し、1stレグ2ndレグともに先発出場したが、チームは敗れた。この大会でインテルは優勝を果たした。
2010-11シーズンは2010年3月12日に行われた開幕戦のアムカル戦に先発出場し、後半アディショナルタイムに移籍後初得点となる決勝点を決めた。不慣れなボランチでの出場が多いながらも、リーグ戦で4得点を挙げ、ロシア紙『スポーツ・エクスプレス』の採点では平均6.02で全選手中10位と高く評価され、来シーズンのCL本戦出場権獲得に貢献した。UEFAヨーロッパリーグ(EL)では、グループリーグのパレルモ戦で1ゴール2アシストを挙げるなどの活躍を見せ、グループリーグ突破に貢献した。EL決勝トーナメント2回戦でフッキ、ラダメル・ファルカオ、ハメス・ロドリゲスらを擁し、アンドレ・ビラス・ボアスが率いるポルトと対戦。1stレグ2ndレグともに先発出場したが、チームは敗れ、ベスト16に終わった。この大会でポルトは優勝を果たした。2011年5月22日、ロシア・カップ決勝のアラニア戦で決勝点をアシストし、CSKAモスクワの2シーズンぶりの優勝に貢献した。
2011-12シーズンはボランチではなく、得意とする右サイドハーフで起用されたことで得点に絡む機会が増え、18試合で前シーズンを上回る7得点を挙げるなど好調だったが、2011年8月28日のスパルタク・モスクワ戦で右膝半月板を損傷し、9月1日に手術を受け、全治には最長3か月と発表された。11月18日のルビン・カザン戦で先発フル出場し、2か月半ぶりに復帰を果たすも、試合後に右膝の故障が再発し、またも長期離脱となり、CLグループリーグを全試合欠場した。2012年1月、イタリア・セリエAのラツィオへの移籍が取り沙汰され、冬の移籍市場でイタリア勢で最高金額の移籍金のオファーを提示されたが、CSKAがオファーを断り、移籍は破談となった。2012年2月21日、CL決勝トーナメント1回戦1stレグのレアル・マドリード戦で途中出場し、3か月ぶりに公式戦復帰を果たした。しかし、2ndレグは左太ももの負傷で欠場し、チームも敗退した。4月21日のディナモ・モスクワ戦で1か月半ぶりに復帰を果たした。5月13日、最終節ルビン・カザン戦で9カ月ぶりの得点を決めるもチームは敗れ、来シーズンのCL出場権を逃した。
2012-13シーズンはトップ下で起用され、19試合で7得点を挙げる活躍でチームの原動力となり、チームは首位でウィンターブレイクを迎えた。ウィンターブレイク中の2013年2月に左足首の負傷でチームを離脱。以後、長期に渡り治療を余儀なくされ、3月のW杯アジア最終予選ヨルダン戦も欠場し、4月21日のスパルタク・モスクワ戦で2か月ぶりに復帰を果たした。2013年5月18日、CSKAモスクワは6シーズンぶりのリーグ優勝を達成し、自身にとって初の欧州1部リーグでの優勝となった。6月1日、ロシア・カップ決勝のアンジ戦に先発出場し、2シーズンぶりの優勝に貢献、2冠を達成した。ロシア紙『スポーツ・エクスプレス』選定の2012-13シーズンのベストイレブンにトップ下で選出された。
2013-14シーズン初戦となったロシア・スーパーカップのゼニト戦で2得点を決める活躍を見せ、CSKAモスクワの4シーズンぶりの優勝に貢献した。夏の移籍市場でセリエAのACミランへの移籍が取り沙汰され、1か月以上にわたってクラブ間交渉が行われたが、最終的にCSKAがオファーを断り、移籍は破談となった。CLグループリーグではバイエルン・ミュンヘン戦とプルゼニ戦で1ゴールを決めるなど2G2Aの活躍を見せたが、チームはグループリーグで敗退した。2013年12月11日、CSKAモスクワ退団が発表された。

### ACミラン

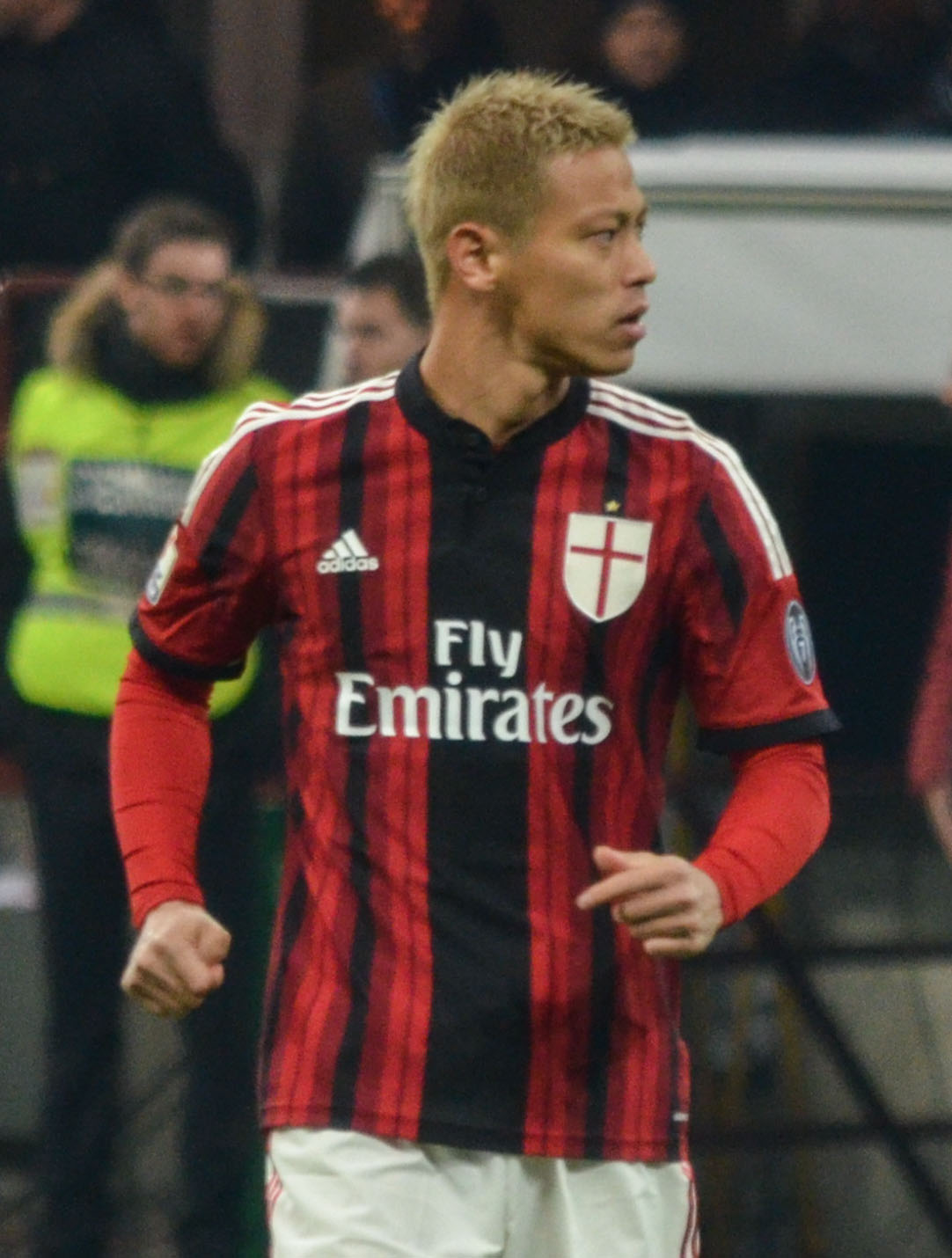
ACミランでの本田（2015年）

2013年12月11日、セリエAのACミラン移籍が発表された。3年半契約で背番号は自ら希望した「10」に決まった。2014年1月12日、第19節サッスオーロ戦で後半から途中出場し、セリエAデビューを果たした。しかし、翌日マッシミリアーノ・アッレグリ監督が成績不振により解任された。アッレグリの下で得意とするシャドーでの起用予定だったが、新監督のクラレンス・セードルフはカカをトップ下に置き、本田は右サイドで起用された。1月15日、初の先発出場となったコッパ・イタリア5回戦スペツィア戦で移籍後初得点を決めた。4月7日、第32節ジェノア戦でリーグ戦初得点を決めた。
2014-15シーズンはフィリッポ・インザーギが監督に就任し、3トップの右ウイングで起用された。開幕戦のラツィオ戦で先発出場し、先制点を決めた。第2節パルマ戦ではジャコモ・ボナヴェントゥーラの先制点をアシスト、イニャツィオ・アバーテのクロスを頭で決め、1ゴール1アシストを記録した。第7節ヴェローナ戦で移籍後初の1試合2得点を決めた。2014年11月23日、インテルとのミラノダービーにインテル所属の長友佑都とともに出場し、ミラノダービーで初の日本人対決が実現した。
2015-16シーズンはシニシャ・ミハイロヴィチが監督に就任。2試合連続で出場機会がなく、チームが2連敗を喫した10月4日のナポリ戦後、チーム批判とも受け取られかねない発言をした。次節からアレッシオ・チェルチが右ウイングで起用されたため、出場機会が激減した。12月20日、第17節フロジノーネ戦でシステム変更に伴い右サイドハーフに抜擢、リーグ戦では12試合ぶりの先発出場となり、アバーテの同点ゴールをアシスト、フル出場を果たし勝利に貢献。監督の信頼を得て、以降は右サイドハーフのレギュラーに定着。2016年1月30日、インテルとのミラノダービーに先発出場し、右サイドからのクロスでアレックスの決勝点をアシストし勝利に貢献、伊3紙から最高点が与えられた。2月14日、第25節ジェノア戦で30m超の距離から今季リーグ戦初得点となるミドルシュートを決めた。このゴールはミランサポーターが選ぶシーズンベストゴールに選出された。コッパ・イタリアでは7試合で1G4Aを挙げ決勝進出に貢献、決勝戦のユヴェントス戦で先発フル出場を果たしたが、チームは延長戦で敗れ、優勝を逃した。ユヴェントスはリーグでも優勝を果たしていたため、準優勝のミランが来シーズンのスーペルコッパ・イタリアーナの出場権を獲得した。
2016-17シーズンはヴィンチェンツォ・モンテッラが監督に就任し、スソ、エムベイェ・ニアン、ジェラール・デウロフェウといった若くてスピードがあるウイングが起用されたため、出場機会が少なかった。2016年12月23日、スーペルコッパ・イタリアーナが行われ、ベンチ入りしたが出場せず、チームはユヴェントスにPK戦で勝利し、ミラン移籍後初タイトルを獲得した。2017年1月31日、冬の移籍市場最終日にイングランド・プレミアリーグのハル・シティから正式オファーが届いたが、本田はオファーを断り、残留を決めた。2017年5月21日、ホーム最終戦のボローニャ戦で途中出場し、今季初得点となる直接FKを決めた。ミランの来季のEL出場を決定付ける得点でもあり、このFKはミランサポーターが選ぶ5月のベストゴールに選出された。試合後、自身の公式Twitterを開設すると同時に今季限りでのミラン退団を表明した。5月28日、ミランでのラストマッチとなった最終節のカリアリ戦では、ミランで初めてゲームキャプテンを任された。
ミラン情報サイト『ピアネタ・ミラン』は本田について「良いテクニックを持っており、戦術的には貴重な選手であり、頭も良い。それに非常にプロフェッショナルな選手だ」と評した一方で「マーケティング目当てで獲得したというレッテルが貼られ、ティフォージ（サポーター）から愛されなかった。もし本田が背番号10番以外を選んでいたとしたら、ミランのサポーターの態度は違っていたのかもしれない」と指摘した。「模範的なプロ選手であり続け、コンディションを保つために労を惜しまず、彼を指導した監督は全員、彼について好印象を持っていた。ミランでは大成功を収めることはできなかったが、足跡はしっかり残した」と締めくくった。

### パチューカ
2017年7月14日、リーガMX（メキシコ1部リーグ）のパチューカへの移籍が決定した。1年契約で背番号は「02」。ユニフォームネームは「KSK」となっている。この「KSK」とは自身の展開するブランドの名前であり、圭佑という名前をもじったものである。
2017-18シーズンの前期（アペルトゥーラ）は右ふくらはぎ肉離れで出遅れたが、8月22日の前期第6節ベラクルス戦で後半から途中出場し、移籍後初得点を決めた。コパMXでは決勝トーナメント1回戦のサカテペク戦で移籍後初の1試合2得点を決め、準々決勝のティフアナ戦ではハーフウェーライン手前から4人抜きのゴールを決め称賛された。
2017年12月に開催されたFIFAクラブワールドカップでは北中米カリブ海王者として挑み、準々決勝のウィダード・カサブランカ（モロッコ・アフリカ王者）戦で先発フル出場し、勝利に貢献。準決勝のグレミオ（ブラジル・南米王者）戦でも先発フル出場し、奮闘するも、チームは延長戦の末に敗れた。右膝痛のため3位決定戦のアル・ジャジーラ（UAE・開催国王者）戦は欠場したが、チームは勝ち、3位となった。
後期（クラウスーラ）では第5節モレリア戦で直接FKを決め、第14節プエブラ戦ではリーグ戦初の1試合2得点を決めた。1トップ、トップ下、右インサイドハーフ、右ウイングと複数のポジションでプレーし、リーグ戦29試合に出場し10ゴール7アシストを挙げ、チームの攻撃を牽引。この活躍を北米メディア『ESPN』からは「今季メキシコリーグに加入選手の中で最もインパクトを残した」と称賛された。

### メルボルン・ビクトリー
2018年8月6日、Aリーグ（オーストラリア1部リーグ）のメルボルン・ビクトリーへの移籍が発表された。1年契約で背番号は「4」。年俸制限のないマーキープレーヤーとしての契約となる。
2018-19シーズンは右インサイドハーフで起用され、10月20日に行われた開幕戦のメルボルン・シティ戦にキャプテンマークを巻き先発出場し、移籍後初得点となる先制点を決めた。開幕から7試合で4G3Aを挙げ、10月と11月のAリーグ月間最優秀選手に選出された。12月に右太もも裏を負傷し、チームを離脱。2019年2月10日、第18節パース・グローリー戦で2か月ぶりに復帰を果たした。AFCアジアチャンピオンズリーグ（ACL）のグループステージ第1節大邱FC戦で大会初出場を果たした。2019年3月12日、クラブチームの選手として、11年3か月ぶりの日本凱旋試合になった第2節サンフレッチェ広島戦でACL初得点を決め、第2節のベストイレブンに選出された。チームはレギュラーシーズン3位になり、ファイナルシリーズ進出を決めた。ファイナルシリーズでは2試合にフル出場し、2アシストを挙げたが、準決勝でシドニーFCに敗れた。

### フィテッセ・アーネム
2019年6月にメルボルンビクトリーを退団後、無所属の状態が続いたが、同年10月31日からエールディヴィジのSBVフィテッセの練習に参加。CSKAモスクワ時代の恩師であるレオニード・スルツキーがチームを率いていた。11月6日、フィテッセへの移籍が発表された。シーズン終了までの1年契約で背番号は「33」、10年ぶりのオランダ復帰となった。練習参加だけの予定だったが、スルツキー監督から獲得を熱望され、心変わりしたことを移籍理由に挙げた。
2019年11月24日、第14節スパルタ戦に先発出場し、半年ぶりの実戦となった。第15節ヘーレンフェーン戦も先発出場を果たしたがチームは敗れ、試合後に5連敗の責任を取り、スルツキー監督は辞任した。12月23日、フィテッセ退団が発表された。低迷するチーム状況を変えられず、恩師であるスルツキ監督の退任を招いたことを退団理由に挙げた。

### ボタフォゴ
2020年1月31日、カンピオナート・ブラジレイロ・セリエA（ブラジル1部リーグ）のボタフォゴへの移籍を発表。1年契約で背番号は「4」。
2020年3月15日、リオデジャネイロ州選手権の第3節バングー戦に先発出場し、先制点となるPKを決め、移籍後初得点を挙げた。この得点により、クラブキャリア通算100得点を達成した。また、アジア・ヨーロッパ・北アメリカ・オーストラリア・南アメリカの5大陸のプロリーグで得点を記録した史上初の選手となった。しかし、試合後に新型コロナウイルスの感染拡大を受け、全ての公式戦が中断。中断によりクラブの収入は激減し、以前から巨額の負債を抱えていたクラブの財務状況は一層悪化、選手やクラブスタッフへの給与遅配が続いた。5月に本田は遅配している3月分の給与を受け取らないことを申し出たが、クラブ側は全選手に給与を支払う方針を示した。6月29日、公式戦再開となるリオデジャネイロ州選手権の第4節カボフリエンセ戦からゲームキャプテンを任された。10月11日、ブラジル全国選手権の第15節スポルチ戦で全国選手権初得点を挙げた。日本人の全国選手権でのゴールは三浦知良（1990年）、前園真聖（1998年）に続き3人目となった。チームは降格圏に沈み、1年で4人(最終的には1年で5人)の監督が解任。度重なる監督交代、1試合も指揮を執っていない監督を就任13日で解任したフロント陣に不満を持ち、ボタフォゴ退団を示唆した。12月19日のコリチーバ戦で左太ももを負傷し、全治6 - 8週間の診断を受け、チームを離脱。
2020年12月30日、自身のTwitterでボタフォゴ退団を表明し、2021年1月29日に退団が発表された。チームに残留しても負傷でシーズンの残り試合の出場は難しい中での退団だったが、チームが降格圏に沈む中での退団にサポーターやメディアからは厳しい声が上がった。しかし、チームメイトのサロモン・カルーはボタフォゴの問題を指摘し、本田の退団に理解を示した。新型コロナウイルスの感染が深刻化している中でチームメイトやチームスタッフと自身の送別会を開き、批判を受けた。
2021年1月、オファーを受けていたプリメイラ・リーガ（ポルトガル1部リーグ）のポルティモネンセで前年12月に負傷した左太もものリハビリを行っていた。2021年2月2日、ポルトガルリーグの規定では夏の移籍市場が閉まった時点（20-21シーズンは2020年10月25日）で無所属であれば、移籍期間外でも選手登録が可能なフリーエージェントとして認められることが判明。2020年10月25日時点でボタフォゴ所属の本田はフリーエージェントとしては認められず、また当初発表されていたポルトガルリーグの冬の移籍期間は2月4日までだったが、2月2日までに変更されていたことも判明。
2021年2月6日、ポルティモネンセへの入団会見を行った。半年契約で背番号は「4」。しかし後日、登録期間内に選手登録が間に合っていなかったことが判明し、今シーズンの公式戦出場が不可能になったため、移籍は実現しなかった。

### ネフチ・バクー
2021年3月15日、アゼルバイジャン・プレミアリーグのネフチ・バクーへの移籍が発表された。シーズン終了の5月末までの契約で背番号は「4」。アゼルバイジャン・プレミアリーグでプレーする初めての日本人選手となった。4月4日、第21節スムガイト戦に後半開始から出場し、3か月半ぶりの公式戦出場となった。第25節ケシュラ戦で移籍後初得点を挙げ、第26節サバイル戦では2試合連続となる得点を挙げた。5月19日、リーグ7連覇中で首位のカラバフと優勝を懸けた最終節に先発出場し、チームはカラバフに勝ち、逆転で8シーズンぶりのリーグ優勝を達成した。

### スードゥヴァ・マリヤンポレ
2021年9月14日、Aリーガ（リトアニア1部リーグ）のスードゥヴァへの移籍が発表された。シーズン終了の11月末までの契約で背番号は「3」。9月26日、第30節バンガ戦に先発出場し、4か月ぶりの実戦となった試合で移籍後初得点を挙げた。
2022年10月に膝の手術を受けた。実戦復帰を目指して、リハビリと練習を続けていた。

### パロFC
2024年7月29日、ブータン・プレミアリーグのパロFCと1試合限定で契約したことを発表した。背番号は「4」でユニフォームネームは「KSK」。本田にとって10カ国目のクラブとの契約となる。当初は8月13日に行われるAFCチャレンジリーグ2024/25への出場権を懸けたプレーオフのみの出場予定だったが、8月8日の第12節チランFC戦に後半開始から出場し、2年9か月ぶりに公式戦復帰を果たした。8月13日、AFCチャレンジリーグ・プレーオフのチャーチ・ボーイズ・ユナイテッド戦にキャプテンマークを巻いてフル出場、ボランチとして攻守で奮闘しチームの勝利に貢献、クラブを史上初のAFC国際大会本戦出場に導いた。同年10月14日、前回同様に1試合限定でパロFCと再契約し、20日に行われるリーグ最終節のティンフー・シティFC戦に出場する事を発表した。その試合でもキャプテンマークを巻いて出場し、PKとヘディングで2得点を挙げて自身10カ国目の得点記録を達成した。チームは最終戦を前にリーグ優勝を決めており、試合後のセレモニーではチームメイトと喜びを分かち合った。

## 代表経歴
星稜高校3年時に石川県選抜として、本来のボランチではなく左サイドバックとしてプレーし、ステップなしの強いキックで、いとも簡単にサイドチェンジしていた姿がU-19日本代表監督を務めていた大熊清の目に留まり、2004年に初めて日本代表に選出された。2005年6月に開催されたFIFAワールドユース選手権・オランダ大会にU-20日本代表として招集され、負傷明けの梶山陽平に代わって、グループリーグ初戦のオランダ戦にボランチで先発出場した。しかし試合は前半にオランダが圧倒、後半は日本もペースをつかむ時間帯を得たが本田は途中交代となり、チームも敗れた。この後、チームはベスト16に進出したものの、梶山の復調もあって出場機会はなかった。
2007年に開催された北京オリンピックアジア予選では左サイドハーフ、左ウイングバック、左サイドバックとして最終予選5試合にフル出場し、五輪出場権獲得に貢献した。2008年8月に開催された北京オリンピックでは3試合に先発出場し、谷口博之らとともに主力として攻撃を牽引したが、グループリーグ3戦全敗で敗退した。
2006年11月、A代表に初選出されたが出場はなかった。2008年6月22日、2010 FIFAワールドカップ・アジア3次予選のバーレーン戦でA代表デビュー。2009年5月27日、キリンカップのチリ戦で山田直輝からパスを受け、A代表初得点を挙げた。右サイドには中村俊輔が君臨していたため、本田は控えの立場だったが、2010年に入るとレギュラーに定着。

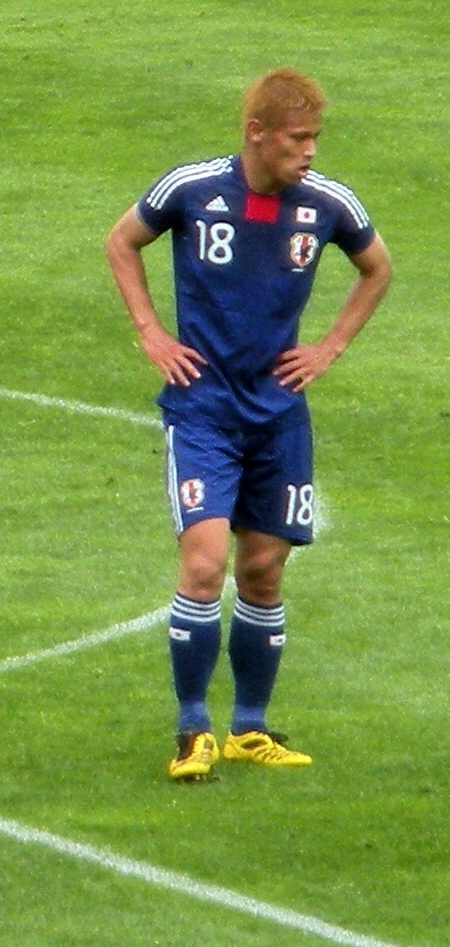
日本代表でプレイする本田（2010年）

2010年6月に開催されたFIFAワールドカップ・南アフリカ大会では4試合にフル出場。大会直前にそれまで経験のないセンターフォワード(1トップ)に抜擢された。グループリーグ初戦のカメルーン戦の前半39分に先制点を挙げ、これが決勝点となり、自国開催以外のW杯初勝利に貢献、FIFA選定の「マン・オブ・ザ・マッチ」に選出された。第3戦のデンマーク戦では前半17分に30m超の距離から先制点となる直接FKを決め、後半42分には勝利を決定付ける岡崎慎司のゴールもアシストし、自国開催以外のW杯で初の決勝トーナメント進出に貢献、この試合でも「マン・オブ・ザ・マッチ」に選出された。決勝トーナメント1回戦のパラグアイ戦では強烈なミドルシュートを放つなど強い印象を残し、PK戦では4人目のキッカーとして成功したが、チームは敗れた（記録上は引き分け）。しかし敗戦チームからは異例の今大会3度目となる「マン・オブ・ザ・マッチ」に選出された。
2011年1月に開催されたアジアカップ・カタール大会では5試合に先発出場。グループリーグ第2戦のシリア戦では、PKで日本代表の国際Aマッチ通算1000点目となる決勝点を挙げた。準決勝の韓国戦でも全2得点に繋がるプレーを見せ、この2試合で「マン・オブ・ザ・マッチ」に選出された。準々決勝のカタール戦での2得点につながる縦パスを含め、出場した試合で日本代表が挙げた全9得点中6得点に絡む活躍で日本代表の2大会ぶりのアジアカップ優勝に貢献し、最優秀選手（MVP）に選出された。
2011年2月7日、全国のサッカー担当記者の投票による2010年度のフットボーラー・オブ・ザ・イヤー（年間最優秀選手）に有効投票202票のうち、75票を集めて初選出された。50年の歴史がある賞だが、海外クラブ所属の選手が受賞するのは本田が初めてであった。3月29日に開催されたチャリティーマッチ「東北地方太平洋沖地震復興支援チャリティーマッチ がんばろうニッポン!」では、先制点のきっかけとなったFKを獲得し、岡崎慎司の決勝点をアシストする活躍を見せた。2011年8月に右膝半月板を損傷し、長期離脱を余儀なくされ、2014 FIFAワールドカップ・アジア3次予選を全試合欠場した。2012年5月のアゼルバイジャン戦で9か月ぶりに代表復帰を果たした。
2012年6月3日、2014 FIFAワールドカップ・アジア最終予選のオマーン戦で先制点を決めた。6月8日、ヨルダン戦ではハットトリックを達成。本田のハットトリックは高校時代以来でプロ入り以降は初めてであり、W杯アジア最終予選の日本人選手のハットトリックは三浦知良（1997年ウズベキスタン戦）以来となる、史上2人目の快挙となった。2013年6月4日、オーストラリア戦の後半アディショナルタイムに自らが獲得した同点となるPKを決め、日本代表は2014 FIFAワールドカップ出場を決めた。最終予選で5得点を決めた本田は、1大会のW杯アジア最終予選における通算得点で三浦知良の4得点を抜き、歴代最多得点を更新した。
2013年6月に開催されたFIFAコンフェデレーションズカップ2013では3試合に先発出場。グループリーグ第2戦のイタリア戦でPKで先制点を決めるが、チームは逆転負け。グループリーグ3戦全敗で敗退した。本田はFIFA選定のグループリーグベストイレブンにアンドレス・イニエスタ、マリオ・バロテッリらとともに選出され、グループリーグ敗退国からは唯一の選出となった。
2014年6月に開催されたFIFAワールドカップ・ブラジル大会では3試合にフル出場。グループリーグ初戦のコートジボワール戦では先制点を決め、日本人のＷ杯最多得点を更新したが、チームは逆転負け。第2戦のギリシャ戦ではチームは引き分けに終わったものの、FIFA選定の「マン・オブ・ザ・マッチ」に選出された。第3戦のコロンビア戦では岡崎慎司のゴールをアシストしたが、チームは敗れ、グループリーグで敗退した。
2015年1月に開催されたアジアカップ・オーストラリア大会では4試合に先発出場。グループリーグで3得点（2得点がPK）を決め、AFC選定のグループリーグベストイレブンに選出された。準々決勝UAE戦では柴崎岳の同点弾をアシストするも、PK戦で本田と香川真司がPKを外し、チームは敗れた。
2015年11月17日、2018 FIFAワールドカップ・アジア2次予選のカンボジア戦で得点を決め、日本サッカー史上初のワールドカップ地区予選5試合連続ゴールを記録。シリア戦でも得点を決め、6試合連続ゴールを記録。2016年9月1日、2018 FIFAワールドカップ・アジア最終予選のUAE戦で先制点を決め、7試合連続ゴールを記録。タイ戦では得点を決められず、連続ゴールは7試合でストップした。オーストラリア戦では4年ぶりとなる1トップで出場し原口元気の先制点をアシスト、イラク戦ではCKから大迫勇也の先制点をアシストした。
2017年9月6日のサウジアラビア戦に先発したが、前半終了後交代となった。試合後に代表監督のヴァイッド・ハリルホジッチは「本田のゲーム勘が欠けていたことが分かっていたので、45分限定で使った。リズムの面でトップレベルにない、今後も努力して取り戻してもらいたい」と評した。自身も「全然ダメ」と認める低調なプレーに、サッカーファンやメディアの間から“本田不要論”が噴出した。本田はこれを受けて、Twitterにて「サッカーファンの皆さん、メディアの皆さん、『もう代表に必要ない』とか他にも厳しい声をありがとうございます」「良い感じで舞台は整ってると思ってます」と批判に対して感謝を述べた。2017年9月28日、負傷や国内組で編成された試合を除いて、代表とクラブでの不振を理由に2009年3月以来となる8年半ぶりに代表メンバーから外れた。2018年3月、クラブでの活躍が評価されて半年ぶりに代表復帰を果たした。
2018年6月に開催されたFIFAワールドカップ・ロシア大会ではスーパーサブとして3試合に途中出場。グループリーグ初戦のコロンビア戦でCKから大迫勇也の決勝点をアシストし勝利に貢献、アジア人初となるW杯3大会連続のアシストを達成した。第2戦のセネガル戦では後半33分に同点ゴールを決め、チームは引き分け。日本人のW杯最年長ゴールであり、日本人初となるW杯3大会連続ゴールを達成し、アジア人のＷ杯最多得点を更新した。W杯3大会連続となる得点とアシストの両方を記録した史上6人目の選手となった。日本代表の決勝トーナメント進出に貢献した本田の活躍は“本田不要論”を唱えていた者たちにも予想外であり、ネット上で「本田さん、ごめんね」といった謝罪の言葉があふれた。また、イギリス公共放送『BBC』にグループステージのベストイレブンに選出された。決勝トーナメント1回戦のベルギー戦では、同点で迎えた後半アディショナルタイムに南アフリカW杯のデンマーク戦を彷彿とさせる直接FKを遠距離から放ったが、GKのティボ・クルトゥワの好守に阻まれた。その直後に蹴ったCKをクルトゥワにキャッチされた流れから、カウンターで失点し、チームは逆転負け。試合後に本田は「僕自身はこれが最後のＷ杯になる。次の世代にバトンを渡して、Ｗ杯で優勝という目標を掲げて引っ張っていく若い連中に期待したい」とW杯優勝の夢を次の世代に託して、自らは4年後のW杯は目指さないことを明言した。
ベルギー戦の後半アディショナルタイムに勝ち越し点を狙いに行った本田や日本代表には賛否両論が噴出し、試合直後にファビオ・カペッロは「ボールをキープして延長戦に持ち込むべきだった」とCKを蹴った本田を批判し、書籍『ロストフの14秒』では「ゴール前に2人のCBを上げずに、1人は自陣に残してカウンターに備えるべきだった」と日本代表の判断を批判した。しかし、同書でアルベルト・ザッケローニは「CKを蹴った選択は正しかったんだ。私が監督だったら日本代表と同じように『ゴールを狙え』と指示したでしょう」「CKで得点できていれば、世界中から日本代表は称賛された。逆にボールを回す選択をして負けたら『勇気をもって戦えば良かったのに』と言われたかもしれません」「攻める姿勢を貫いたことは日本のサッカー文化だ」と語った。また、NHK BS1で放映された『激白！西野朗×岡田武史』で岡田武史は「ショートコーナーで時間を使って延長戦に持ち込む、俺は絶対違うと思ったね。ここは勝負に行くべきでしょ」と語り、西野朗も「ビッグチャンスだからね」と同調した。ベルギー戦から1年後には「負けた一番の原因は1失点目。そして2失点目」｢3失点目はクルトゥワのスローイングを遅らせなかったことが痛かった」などの日本サッカー協会テクニカルスタッフによる分析内容の一部が明かされた。
2018年8月、2020年東京オリンピックにオーバーエイジとして出場を目指すことを宣言した。しかし、新型コロナウイルス感染症（COVID-19）の世界的流行を受けて、オリンピックは1年延期となった。2021年6月、東京オリンピックに臨むU-24日本代表が発表され、オーバーエイジとしてA代表で主力の吉田麻也、酒井宏樹、遠藤航の3人が選出され、本田の五輪出場は叶わなかった。

## 指導者として

### カンボジア代表監督
2018年8月12日、カンボジア代表のGMに就任することが発表された。契約期間は2年。また、現役選手ながら実質的な監督として指揮をとることも発表され、本田は監督の資格を有していないため、登録上はフェリックス・アウグスティン・ゴンザレス・ダルマスが監督に就任した。2018年11月に開催された東南アジアサッカー選手権のグループステージのラオス戦で監督初勝利を挙げた。カンボジア代表の東南アジアサッカー選手権での勝利は通算3勝目であり、2002年大会以来16年ぶりの勝利となった。
2019年6月、2022 FIFAワールドカップ・アジア1次予選でパキスタンに勝ち、2次予選進出を決めた。2019年9月5日、2022 FIFAワールドカップ・アジア2次予選で香港に引き分け、カンボジアサッカー史上初の2次予選で勝ち点を挙げた。五輪代表も実質的な監督を兼任し、2019年11月に開催された東南アジア競技大会で史上初のグループリーグ突破を果たし、過去最高の4位の成績を残した。
2021年3月24日、2023年5月にカンボジアで開催される東南アジア競技大会までの契約延長が発表された。また、フェリックス・アウグスティン・ゴンザレス・ダルマスの監督退任が発表され、帝京高校などを率いてきた広瀬龍の監督就任が発表された。
2022年12月に開催された東南アジアサッカー選手権のグループステージではフィリピンとブルネイに勝利、カンボジア代表初の1大会2勝を挙げたが、最終戦のタイに敗れ、グループステージ敗退となった。しかし、グループステージ3位のカンボジア代表史上最高の成績を収めた。今大会が最後のA代表の試合になり、五輪世代で臨む2023年5月の東南アジア競技大会をもってカンボジア代表のGMから退任することを発表。契約満了に伴う退任となる。

## ビジネスマンとして
- 2017年12月、株式会社HRBrain に本田圭佑が代表を務める、KSK Angel Fund LLCが出資。投資家に加わり独自の目標達成メソッドの共同開発やパブリシティ面で随時連携を図っていく予定。
- 2018年4月、ウィル・スミスと共同で投資ファンド・ドリーマーズ・ファンドを設立[190]。世界各国の投資家から資金として約1億ドルを集め、アメリカの新興企業に投資を行う計画である[190]。7月18日には、野村ホールディングスがファンドへの出資に参加することを発表した[190]。
- 2020年4月、音声通話サービス・NowVoiceをリリースし、ダルビッシュ有、錦織圭など多くの著名人が参加した[191]。
- 2020年5月、投資などを行うビジネスファンド・WEIN挑戦者FUNDを設立した[192]。
- 個人のエンジェルファンド「KSK Angel Fund」でも200社以上のスタートアップに投資
- 2018年にウィル・スミスと設立した「Dreamers Fund」で米国でのスタートアップ投資にも注力してきた。投資先の9社が時価総額10億ドルを超えるユニコーン企業に、2社が100億ドル超のデカコーン企業に成長した。KSK Angel Fundでは3社がIPO、7社がM&Aをするなど実績を挙げている。イーロン・マスク氏が創業したニューラリンクなどスタートアップにも投資。
- 2022年、経済・投資ドキュメンタリー番組「ANGELS」[193]にエンジェル投資家として出演。株式会社DENDOH（第1回）[194]、キッズウィークエンド株式会社（第2回）[195]、株式会社Oh my teeth（第3回）[196]など、起業家による事業プレゼンを受け、投資判断をする。
- 2025年、スポーツアパレルブランド「mgh」を立ち上げ。取締役として経営にも参画。[197]

## 選手としての特徴

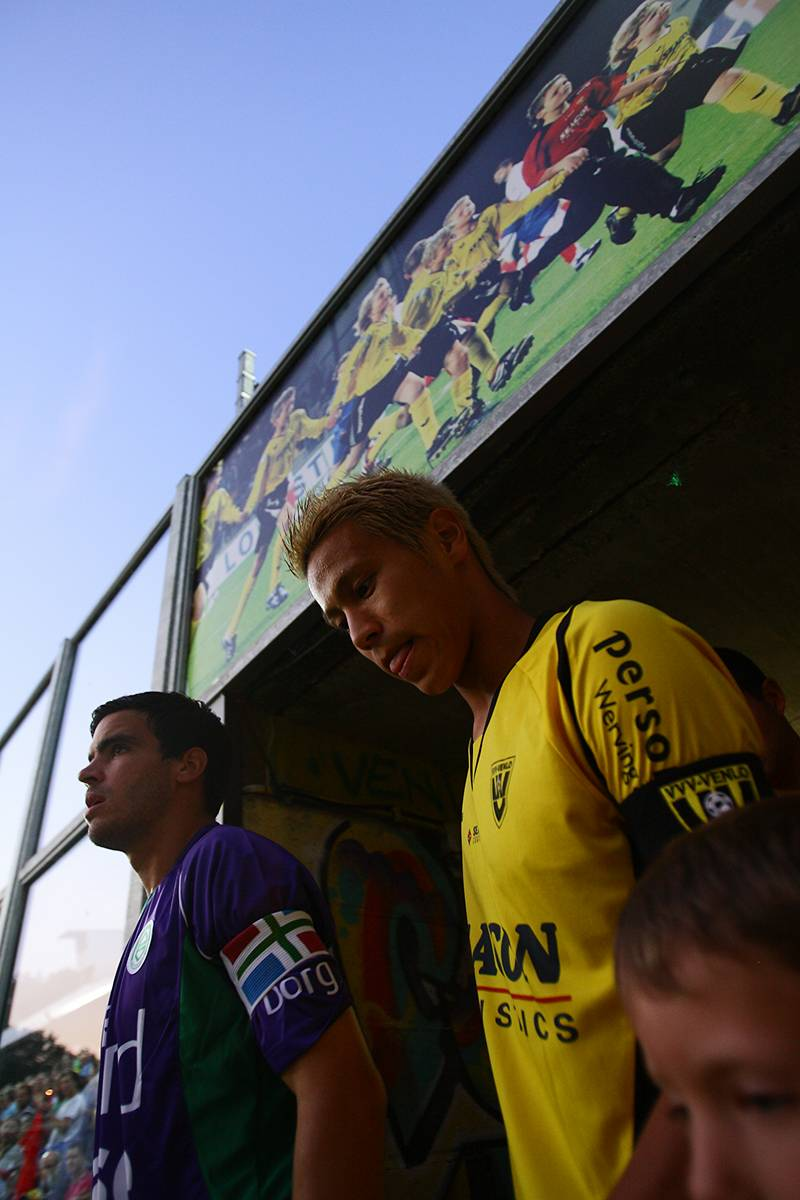
ピッチに入る本田

### プレースタイル
名古屋時代はシュートへの意識はそれほど高くなく、かつては「自分の中の美学はパスだった」とも語っていたが、海外移籍後はゴール数を残すことがキャリアアップへの近道と考え、貪欲にゴールを目指すスタイルを確立した。
フリーキックが得意と評されており、距離的にはやや離れた位置が得意である。
以前も日本代表において守備時の運動量の少なさを指摘されることもあった。またすべての中盤のポジションとウイング、時にはセンターフォワードや左サイドバックでもプレーし、ユーティリティ性に優れている。
2010年のFIFAワールドカップ・南アフリカ大会のパラグアイ戦では、両チームの中で最速の29.43 km/hのランを記録した。J SPORTSウェブ版のコラムニスト原田公樹は「この数字は一瞬のもので、どれくらいの時間、持続していたかわからないが、少なくとも本田は鈍足ではない」と記事を綴った。

### 評価
2010年に南アフリカW杯、CLでの活躍が評価され、日本人選手として小野伸二（2002年)以来2人目となるUEFAチーム・オブ・ザ・イヤーにノミネートされた。
2020年にイギリスメディア『90min』選定の「21世紀の日本代表ベストイレブン」に選出、ドイツメディア『SPOX』選定の「アジア歴代ベストイレブン」に選出、『アジアサッカー連盟（AFC）』『Opta』選定の「W杯アジアベストイレブン」に選出された。
日本代表監督として本田を4年間指導していたアルベルト・ザッケローニは「素晴らしい技術に恵まれた偉大なプロ意識の持ち主だ。日本人選手としては珍しいタイプで、フィジカルが強い。際立ったパーソナリティーがあり、試合の中で多くのボールを必要とする」「ピッチの上では自分の方法でリーダーになることを知っている」と評した。2016-17シーズンに本田がACミランで控えになった際には、本田がサイドのポジションで起用されることに懐疑的な見解を示し「これは私が昔から言っていることで、彼はトップ下の選手なんだ。彼は足下でボールを受けて、そこからアイディアを出す。彼は100本のパスを送る必要があり、そうしても決して疲れることはない」とあくまでトップ下が適正ポジションだと言及。「決して落第ではない。ミランは色んな問題もあり、本田という選手を生かし切れなかった」と分析した。
レオニード・スルツキーはCSKAモスクワ監督時代に「本田は最高のテクニックを備えた選手だ。ビッグクラブでも十分にやっていけるだけの強い精神力も持っている。高精度のラストパスに強烈なシュートと、近代サッカーの司令塔に求められる資質を全て兼ね備えた選手。本田はビッグクラブでプレーするのがふさわしい。彼はプロとして非の打ち所がない男だ。」と評した。また、フィテッセ監督時代には「ケイスケはロボットだよ。食事、睡眠、トレーニング、準備、コンディションなど全てが適正だ。確かに彼は決してスピードのある素早い選手ではない。だが、スピード以外のクオリティーは十分。彼は私の指導者人生のなかで、最高の選手の1人だ」と絶賛した。　
2010年のFIFAワールドカップ・南アフリカ大会敗退直後、アーセナル監督のアーセン・ヴェンゲルから、「天才」「ここまでのベストプレーヤー」「間違いなくトップレベル」「日本のさらなる成長のためには本田のように能力が揃っているクローン選手を育成するべき、それが無理なら本田をさらに活かすためにビジャのような相棒を探すべき」との絶賛を受けた。FIFAの技術研究グループが作成したW杯南アフリカ大会の報告書では、松井大輔とともにドリブル技術が高いと評価された。2010年10月には、サッカー情報サイト『goal.com』が、アジア人最高のサッカー選手と称える記事を掲載した。
2014年のFIFAワールドカップ・ブラジル大会敗退後に日本のメディアからは批判もされたが、コートジボワール戦をイタリアのガゼッタ・デロ・スポルト、フランスのル・モンド、レキップ、コロンビア戦をブラジルのプラカール誌、ガゼッタ・エスポルチーバ、ランセ紙、フォーリャ紙 では高評価が与えられた。グループリーグ終了後にFIFAは、公式分析システムのカストロール・インデックスを使い、出場全選手736人のランキングを10点満点で発表し、本田は8.96点の全体37位および日本選手では最上位と採点した。
2013-14シーズン途中に移籍したACミランでは、クラブOBのアレッサンドロ・コスタクルタに「現時点での本田は『ミランの10番』どころか、単に『ミランの一員』としても認めるわけにはいかないレベルにある、と言わざるを得ない」、同OBのパオロ・マルディーニにミランの低迷を踏まえて「その救世主たり得るだけの実力を本田は残念ながら持ち合わせてはいない」 と評された。
しかしOBでミラン監督のフィリッポ・インザーギは2014-15シーズン前から「本田は勝利に必要なスピリットを随所で見せられる選手。（イタリアメディアが）本田に対して過小評価の報道をするのに納得できない」と、イタリアで報じられる本田不要説を一蹴。2014-15シーズン開幕後、元イタリア代表DFフルヴィオ・コッロヴァーティは「本田には驚いた。異なるサッカーから来た選手だからね。いいクオリティーを持った選手だ。」、
ミランOBのマウリツィオ・ガンツは「本当に素晴らしい活躍を見せている。ミランのクオリティを高めた」、イタリア高級紙コリエーレ・デラ・セラは本田の得点力を「ミランのチェッキーノ（Cecchino:射撃の達人）」という異名をつけ、ガゼッタ・デロ・スポルトは「美徳と勇気を備えた男」と、関係者・マスコミが次々と評価を翻した。

## 人物

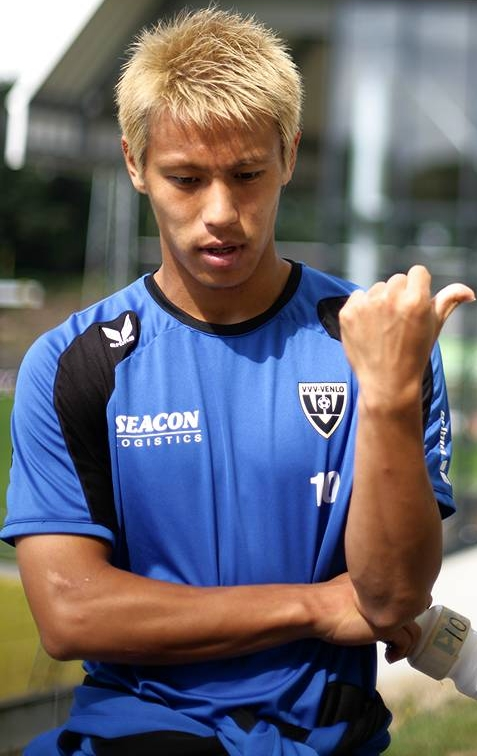
2009年8月21日、練習中

父親は熊本県坂本村の出身。母親は広島県出身。実兄の弘幸も元サッカー選手で2005年には大分トリニータ加入が決まっていたが、けがのために現役を引退し、現在は本田の代理人を務めている。
大叔父の本田大三郎は1964年東京オリンピックでカヌー競技のカナディアンペアに出場。その息子の本田多聞（圭佑の父母の従兄弟、圭佑からみて従兄弟違いになる）はレスリングのフリースタイルで3大会連続のオリンピック出場経験を持つ現役プロレスラーである。
2008年7月に元保育園勤務の保育士の女性と結婚。2012年秋に第一子となる長男が誕生した。
1999年から2004年に週刊少年サンデーで連載されていたサッカー漫画『ファンタジスタ』のファンであり、2009年に作者の草場道輝と対談。これがきっかけで、2012年10月から2015年まで連載されたファンタジスタの続編『ファンタジスタ ステラ』に原案という形で参画し、本人役で登場した。
名古屋時代は黒髪だったが、オランダ移籍後から金髪にしており、現在では本田のトレードマークになっている。
プライベートでは、いつも両腕に腕時計をつけている。2011年10月にはイタリアの腕時計メーカー・GaGa MILANOとスポンサー契約を結んだ。両腕にはめる理由について、2008年に安田理大から尋ねられたときは「誰が時計は片腕って決めたん?」とはぐらかしていたが、2013年（CSKAモスクワ在籍中）にロシア誌『Futbol』のインタビューを受けた際は「僕のスタイルだからだが別の意味もある。1つはロシア時間、もう1つは日本時間。間違えて夜中に電話やメールをしないように。またボディバランスを保つため」と答えている。このエピソードは本田の物真似をする芸人のじゅんいちダビッドソンも用いている。
スパイクはミズノ『イグニタス』を使用している。W杯後に本田の活躍によりこのスパイクが急激に売れたとのこと。ちなみに右足は26.5 cm、左足は27.0cmとサイズが異なるだけでなく、2010年W杯のときは右足のポイントを付け替え式、左足を固定式とするなど、左右非対称の構成を採用している。またメンテナンスは欧州移籍後も古巣・名古屋グランパスの用具担当である松浦紀典に依頼しており、松浦によれば「年間で約10 - 15足ほどを消費する」という。
ファッションがメディアに取り上げられることが多い。2010年の南アフリカワールドカップから帰国した際は、チーム内では唯一サングラス姿で到着ロビーに現われた。

## エピソード
- 元日本代表の平山相太は本田が活躍できた理由について、ユース世代の日本代表合宿での出来事を持ち出して説明する。エースだった平山は練習でもゴールを量産し、誰もが平山氏を「すごい」とたたえる中、ラストパスを出した本田は「こんな良いパスもらったことないでしょ」と、さも自分のおかげで平山のゴールが決まったといわんばかりの言葉をかけてきたという。1歳年下で当時有名でなかった本田のことを「面白いな」と思ったという。しかし同時に、本田には「強い気持ちがあった。それが自分には足りなかった」と振り返る。奇しくも本田は平山と同じオランダリーグに挑戦。その入団会見で「車のHONDAとは違うホンダです」とジョークを交えてカタコトのオランダ語で胸を張って堂々とあいさつする本田を見て、自分との差を感じたという。平山は監督に戦術的なことを理解するためにオランダ語を覚えるよう要求されたが「無理でした。自分にはちょっと難しかった」と習得できずそのまま戦力外となっていた[245]。
- 利き足と生年月日が一緒である家長昭博とはガンバ大阪ジュニアユースの同期生であり、親友として互いに尊重しあう間柄である[246]。
- 本田が尊敬している中田英寿とは、日本代表のトップ下を務める新旧エースとして比較されることが多い。21歳で欧州リーグへ移籍し活躍していることをはじめ、日本人離れした強靭なフィジカルとメンタリティ、ファッションへの独自のこだわりといった共通点が挙げられる。二人は南アフリカW杯の直前に放映された対談で初対面した。中田は本田について「彼は貪欲に上を目指せるタイプで、今後の日本を背負う選手」と期待を寄せている[247]。
- 北京五輪のグループリーグで敗退が決まったあとの消化試合では、数名の選手とともに反町康治監督の指示に造反していたことを明かした[248]。
- VVVフェンローは「本田を放出した際の移籍金の一部を、新スタジアム建設に充てる」と発表した。NHKの取材に対してサポーターたちは「新スタジアムの名前は『ケイスケ・ホンダスタジアム』にすべきだ」「名前がダメならせめて銅像だけでも建てるべき」など、本田の功績と求心力がうかがえるコメントを残し、VVVフェンローのハイ・ベルデン（オランダ語版）会長も「ケイスケのクラブに対する功績は何らかの形で残すつもりだ」と明言した[249]。2018年9月20日、3人の歴代の名選手の1人として、VVVフェンローのホームスタジアム外壁に肖像画が描かれた[250]。
- 2ちゃんねるをはじめとしたインターネット掲示板、ツイッター、mixi、ニコニコ動画のコメント欄などにおいて本田△（意味：本田三角形→本田さんかっけー→本田さんカッコイイ）というネットスラングが広がっており[251]、2010年度の「新語・流行語大賞」にもノミネートされた[252]。
- カプコンの人気ゲーム『モンスターハンター』シリーズのファンで、総プレイ時間は2013年時点で185時間を超えている。2013年にはニンテンドー3DS用ソフト『モンスターハンター4』のCMイメージキャラクターを務めた[253]。
- 小学校の卒業文集に「世界一のサッカー選手になる」「セリエAに入団し10番で活躍する」という将来の夢を書いている[254]。2014年1月、ACミランの加入会見で複数のクラブ[255] からオファーを受ける中、「なぜACミランを選んだのか」との質問に「心の中の"リトルホンダ"に聞いたらミランでプレーしたいと言った」と答え[256]、「夢が1つ叶いました」とコメントした[257]。
- 「ミランの経営ではいい部分と反面教師にすべき部分を直に見ている。これは今後のビジネスに必ず生きてくる。だから経営者としてもミランでプレーすることは価値がある」と引退後に経営者としてサッカービジネスに携わることを公言している。
- 「元日本代表」という呼称を嫌い「ナショナルチャレンジャー」と書いてほしいと自身のSNSで発信した[258][259]。
- 以前TVの取材で出身地はアース（地球）と表現した[260]。
- 2022年11月から12月にかけて行われたワールドカップを全64試合放送するABEMAのW杯プロジェクトGMに就任[261]。大会期間中は、日本代表初戦のドイツ戦で自身初の解説を担当し、本田自身が感じた事をそのまま話すスタイルの解説や、アナウンサーの寺川俊平とピッチ解説を担当した槙野智章とのかけ合いが話題と人気を集め、最終的には日本代表の全4試合と準決勝と決勝の解説を担当した[262][263]。また、初戦の日本対ドイツ戦でアディショナルタイムが7分あった事に「7分⁉︎」と驚いた声を出したリアクションが話題を集めた。その後、日本の3戦目のスペイン戦と決勝のアルゼンチン対フランスでも同じくアディショナルタイムが7分あり、本田自身もドイツ戦と同じ「7分⁉︎」とリアクションを取り、決勝戦の際は日本のTwitterのトレンドに「本田の7分」がランクインした[264]。決勝戦の解説を担当した後、日本のスタジオにいた矢部浩之から「今大会の解説のMVP」だと評価されたが、本田は今後解説はしないと話した[265]。

## 社会貢献活動
- 2011年3月、東日本大震災の義援金として日本赤十字社を通じて5000万円を寄付した[266]。また、サッカーボール200個を被災地の子供たちに寄贈した。さらに、「Notice of Honda災害支援基金」を設立して募金を募り、集まった950万円を超える基金を運用し、被災地の宮城県石巻市にフットサル場を建設した[267]。
- 2011年8月、VVVフェンローで2008-09シーズンのMVPを獲得した活躍を称え、高校時代を過ごした第2の故郷・石川県金沢市内に子供向けの42メートル×28メートルの人工芝コート「本田圭佑クライフコート」が設置された[268]。オランダのNPO法人ヨハン・クライフ財団からフェンローのベルデン会長を通じ、同コートを寄付したい旨の要望が日本サッカー協会に届いた。その後、日本協会が石川県協会、金沢市などの協力を経て実現する運びとなった。
- 2016年4月、同月に発生した熊本地震を受け、熊本県に1000万円を寄付した[269]。
- 2016年6月、国連財団の「グローバル・アドボケイト・フォー・ユース(青少年の国際支援者)」に任命された、任期は3年。2017年6月にはACミラン時代の同僚だったサリー・ムンタリと共にウガンダを訪れ、慈善活動を行った。
- 2016年7月、アメリカのマサチューセッツ工科大学メディアラボの特別研究員に日本人アスリートとして初めて就任した、任期は2年[270]。
- 2016年8月、前日に発生したイタリア中部地震を受け、イタリア赤十字社に2万ユーロ（230万円）を寄付した[271][272]。
- 2017年9月、同月に発生した2度のメキシコ地震を受け、メキシコ赤十字社に50万メキシコ・ペソ（310万円）を寄付した[273]。

## 経営者として

### サッカースクール
2012年5月、自身がプロデュースするサッカースクール「SOLTILO FAMILIA」を地元の大阪に開校。SOLTILOはスペイン語の「SOL＝太陽」と「ESTILO＝スタイル」からの造語で、FAMILIAは家族を意味する。日本国内に50校（関西、関東、東北、東海、北陸、九州）、海外では8校（中国、カンボジア、タイ）を展開している（2022年3月時点）。
「才能とは生まれ持ったものではなく、環境によって磨き上げられるもの。大きな夢を持ち、物事がうまくいかなかったときにも心の折れない人材を育成し、才能を開花させるために必要な環境、機会を与える」のがスクールのミッション。一現役選手がこれだけ本格的にスポーツビジネスに参画するのは、本場欧州でも異例である。「誰も成しえていないことに挑戦する」という本田の哲学を体現するスクール経営を目指している。

### SVホルン
2015年6月9日、自身のマネジメント事務所である「HONDA ESTILO株式会社」がオーストリア3部リーグのSVホルンの経営に参入することを発表した。多くのメディアでは「クラブ買収」と報道されたがこれは誤報であり、SVホルンのドイツ語公式HPでは「HONDA ESTILOは我がクラブに投資をする新しい業務提携パートナーである」と発表されている。SVホルンのルドルフ・ラウドン会長は本田サイドとの合意事項は3年であり、2018-19シーズン終了時までのパートナーシップ契約を結んでいると説明している。
欧州では下部リーグであってもトップチームにスカウトされるチャンスがあるため、若くして欧州でプレーする選手を増やしたいという意図がある。本田は現役選手としてプレーしているため現地でクラブの業務に関わることはできないが、毎日スタッフと連絡を取り合い近況報告を聞くだけではなく、自らもピッチ内のことに限らず集客などの細かいアイデアを出している。
また、本田とHONDA ESTILOはIT活用による選手強化やチームのパフォーマンス改善にも取り組んでおり、ドイツのソフトウェア企業SAPと協力して、選手達のトレーニングや試合中のデータを分析して育成に繋げる取り組み「HONDA NO LIMITS PROJECT」の開始を発表した。 同プロジェクトではバイエルン・ミュンヘンや横浜F・マリノスでも採用されている「SAP HANA」をデータ分析ツールとして利用する。同ツールは2014年サッカーワールドカップでドイツ代表の優勝に貢献したことから、HONDA ESTILOの同取り組みはスポーツビジネス界やIT業界でも大きく注目を集めた。
1年目の2015－16シーズンは3部リーグ優勝し、エアステリーガ(オーストリア2部リーグ)昇格を果たした。しかし、2016－17シーズンは成績が振るわず、1年で3部降格となった。2017－18シーズンは3部リーグ優勝し、1年で2部返り咲きを果たした。
2018-19シーズン終了後に「HONDA ESTILO株式会社」のSVホルンからの撤退が発表された。

### ソルティーロ・アンコールFC
2016年12月26日、カンボジアのシェムリアップ・アンコールFCの経営に携わることを発表し、実質的なオーナーになった。チーム名をソルティーロ・アンコールFCに改称した。2021シーズンは最下位に沈んで2部降格。2022年は2部リーグで12チーム中7位となっていたが、このシーズンを最後に解散した。

### ソルティーロ・ブライトスターズ
2017年9月11日、ウガンダ・プレミアリーグ（1部）のブライト・スターズFCを買収し、実質的なオーナーになった。チーム名をソルティーロ・ブライトスターズFCに改称した。

### EDO ALL UNITED
2020年1月14日、東京都を拠点とする「One Tokyo」を新たに立ち上げすることを発表した。
2021年3月14日、「One Tokyo」をあらたに「EDO ALL UNITED」として改名することを発表した。
2022年11月24日、来季よりプロ化を目指して活動していくことを発表した。

## 所属クラブ
ユース経歴
- 1994年 - 1998年 摂津フットボールクラブ
- 1999年 - 2001年 ガンバ大阪ジュニアユース
- 2002年 - 2004年 星稜高校
- 2004年 名古屋グランパスエイト（特別指定選手）

プロ経歴
- 2005年 - 2007年  名古屋グランパスエイト
- 2008年 - 2009年  VVVフェンロー
- 2010年 - 2013年  PFC CSKAモスクワ
- 2014年 - 2017年  ACミラン
- 2017年 - 2018年  CFパチューカ
- 2018年 - 2019年  メルボルン・ビクトリーFC
- 2019年  SBVフィテッセ
- 2020年 - 2021年  ボタフォゴFR
- 2021年3月 - 同年6月  ネフチ・バクー
- 2021年9月 - 同年11月  FKスードゥヴァ
- 2024年8月  パロFC
- 2024年10月  パロFC

## 選手成績
| 国内大会個人成績 | 国内大会個人成績 | 国内大会個人成績 | 国内大会個人成績 | 国内大会個人成績 | 国内大会個人成績 | 国内大会個人成績 | 国内大会個人成績 | 国内大会個人成績 | 国内大会個人成績 | 国内大会個人成績 | 国内大会個人成績 |
| 年度             | クラブ           | 背番号           | リーグ           | リーグ戦         | リーグ戦         | リーグ杯         | リーグ杯         | オープン杯       | オープン杯       | 期間通算         | 期間通算         |
| 年度             | クラブ           | 背番号           | リーグ           | 出場             | 得点             | 出場             | 得点             | 出場             | 得点             | 出場             | 得点             |
| 日本             | 日本             | 日本             | 日本             | リーグ戦         | リーグ戦         | リーグ杯         | リーグ杯         | 天皇杯           | 天皇杯           | 期間通算         | 期間通算         |
| ---------------- | ---------------- | ---------------- | ---------------- | ---------------- | ---------------- | ---------------- | ---------------- | ---------------- | ---------------- | ---------------- | ---------------- |
| 2004             | 名古屋           | 39               | J1               | 0                | 0                | 1                | 0                | -                | -                | 1                | 0                |
| 2005             | 名古屋           | 24               | J1               | 31               | 2                | 2                | 0                | 2                | 0                | 35               | 2                |
| 2006             | 名古屋           | 24               | J1               | 29               | 6                | 4                | 2                | 1                | 0                | 34               | 8                |
| 2007             | 名古屋           | 24               | J1               | 30               | 3                | 3                | 0                | 2                | 0                | 35               | 3                |
| オランダ         | オランダ         | オランダ         | オランダ         | リーグ戦         | リーグ戦         | リーグ杯         | リーグ杯         | KNVBカップ       | KNVBカップ       | 期間通算         | 期間通算         |
| 2007-08          | VVV              | 29               | エールディヴィジ | 14               | 2                | -                | -                | -                | -                | 14               | 2                |
| 2008-09          | VVV              | 10               | エールステ       | 36               | 16               | -                | -                | 1                | 0                | 37               | 16               |
| 2009-10          | VVV              | 10               | エールディヴィジ | 18               | 6                | -                | -                | 2                | 2                | 20               | 8                |
| ロシア           | ロシア           | ロシア           | ロシア           | リーグ戦         | リーグ戦         | ロシア杯         | ロシア杯         | オープン杯       | オープン杯       | 期間通算         | 期間通算         |
| 2010             | CSKAモスクワ     | 7                | ロシア・プレミア | 28               | 4                | 5                | 0                | -                | -                | 33               | 4                |
| 2011-12          | CSKAモスクワ     | 7                | ロシア・プレミア | 25               | 8                | 1                | 0                | -                | -                | 26               | 8                |
| 2012-13          | CSKAモスクワ     | 7                | ロシア・プレミア | 23               | 7                | 3                | 1                | -                | -                | 26               | 8                |
| 2013-14          | CSKAモスクワ     | 7                | ロシア・プレミア | 18               | 1                | 0                | 0                | -                | -                | 18               | 1                |
| イタリア         | イタリア         | イタリア         | イタリア         | リーグ戦         | リーグ戦         | イタリア杯       | イタリア杯       | オープン杯       | オープン杯       | 期間通算         | 期間通算         |
| 2013-14          | ミラン           | 10               | セリエA          | 14               | 1                | 2                | 1                | -                | -                | 16               | 2                |
| 2014-15          | ミラン           | 10               | セリエA          | 29               | 6                | 1                | 0                | -                | -                | 30               | 6                |
| 2015-16          | ミラン           | 10               | セリエA          | 30               | 1                | 7                | 1                | -                | -                | 37               | 2                |
| 2016-17          | ミラン           | 10               | セリエA          | 8                | 1                | 1                | 0                | -                | -                | 9                | 1                |
| メキシコ         | メキシコ         | メキシコ         | メキシコ         | リーグ戦         | リーグ戦         | コパMX           | コパMX           | オープン杯       | オープン杯       | 期間通算         | 期間通算         |
| 2017-18          | パチューカ       | 02               | リーガMX         | 29               | 10               | 5                | 3                | -                | -                | 34               | 13               |
| オーストラリア   | オーストラリア   | オーストラリア   | オーストラリア   | リーグ戦         | リーグ戦         | リーグ杯         | リーグ杯         | FFA杯            | FFA杯            | 期間通算         | 期間通算         |
| 2018-19          | メルボルン・V    | 4                | Aリーグ          | 18               | 7                | -                | -                | 0                | 0                | 18               | 7                |
| オランダ         | オランダ         | オランダ         | オランダ         | リーグ戦         | リーグ戦         | リーグ杯         | リーグ杯         | KNVBカップ       | KNVBカップ       | 期間通算         | 期間通算         |
| 2019-20          | フィテッセ       | 33               | エールディヴィジ | 4                | 0                | -                | -                | -                | -                | 4                | 0                |
| ブラジル         | ブラジル         | ブラジル         | ブラジル         | リーグ戦         | リーグ戦         | ブラジル杯       | ブラジル杯       | オープン杯       | オープン杯       | 期間通算         | 期間通算         |
| 2020             | ボタフォゴ       | 4                | セリエA          | 18               | 2                | 5                | 0                | -                | -                | 23               | 2                |
| アゼルバイジャン | アゼルバイジャン | アゼルバイジャン | アゼルバイジャン | リーグ戦         | リーグ戦         | リーグ杯         | リーグ杯         | オープン杯       | オープン杯       | 期間通算         | 期間通算         |
| 2020-21          | ネフチ・バクー   | 4                | プレミア         | 7                | 2                | -                | -                | -                | -                | 7                | 2                |
| リトアニア       | リトアニア       | リトアニア       | リトアニア       | リーグ戦         | リーグ戦         | リーグ杯         | リーグ杯         | オープン杯       | オープン杯       | 期間通算         | 期間通算         |
| 2021             | FKスードゥヴァ   | 3                | Aリーガ          | 6                | 1                | -                | -                | -                | -                | 6                | 1                |
| ブータン         | ブータン         | ブータン         | ブータン         | リーグ戦         | リーグ戦         | リーグ杯         | リーグ杯         | オープン杯       | オープン杯       | 期間通算         | 期間通算         |
| 2024             | パロFC           | 4                | プレミア         | 2                | 2                | -                | -                | -                | -                | 2                | 2                |
| 通算             | 日本             | 日本             | J1               | 90               | 11               | 10               | 2                | 5                | 0                | 105              | 13               |
| 通算             | オランダ         | オランダ         | エールディヴィジ | 36               | 8                | -                | -                | 2                | 2                | 38               | 10               |
| 通算             | オランダ         | オランダ         | エールステ       | 36               | 16               | -                | -                | 1                | 0                | 37               | 16               |
| 通算             | ロシア           | ロシア           | ロシア・プレミア | 94               | 20               | 9                | 1                | -                | -                | 103              | 21               |
| 通算             | イタリア         | イタリア         | セリエA          | 81               | 9                | 11               | 2                | -                | -                | 92               | 11               |
| 通算             | メキシコ         | メキシコ         | リーガMX         | 29               | 10               | 5                | 3                | -                | -                | 34               | 13               |
| 通算             | オーストラリア   | オーストラリア   | Aリーグ          | 18               | 7                | -                | -                | 0                | 0                | 18               | 7                |
| 通算             | ブラジル         | ブラジル         | セリエA          | 18               | 2                | 5                | 0                | -                | -                | 23               | 2                |
| 通算             | アゼルバイジャン | アゼルバイジャン | プレミア         | 7                | 2                | -                | -                | -                | -                | 7                | 2                |
| 通算             | リトアニア       | リトアニア       | Aリーガ          | 6                | 1                | -                | -                | -                | -                | 6                | 1                |
| 通算             | ブータン         | ブータン         | プレミア         | 2                | 2                | -                | -                | -                | -                | 2                | 2                |
| 総通算           | 総通算           | 総通算           | 総通算           | 417              | 88               | 40               | 8                | 8                | 2                | 465              | 98               |

2004年は特別指定選手として出場。
その他の公式戦
- 2008年 - エールディヴィジ 残留・昇格プレーオフ 3試合0得点
- 2010年 - ロシア・スーパーカップ 1試合0得点
- 2011年 - ロシア・スーパーカップ 1試合0得点
- 2013年 - ロシア・スーパーカップ 1試合2得点
- 2019年 - Aリーグ ファイナルシリーズ 2試合0得点
- 2020年 - リオデジャネイロ州選手権 4試合1得点

| 国際大会個人成績 | 国際大会個人成績 | 国際大会個人成績 | 国際大会個人成績 | 国際大会個人成績 | 国際大会個人成績 | 国際大会個人成績 | FIFA      | FIFA      |
| 年度             | クラブ           | 背番号           | 出場             | 得点             | 出場             | 得点             | 出場      | 得点      |
| UEFA             | UEFA             | UEFA             | UEFA EL          | UEFA EL          | UEFA CL          | UEFA CL          | クラブW杯 | クラブW杯 |
| ---------------- | ---------------- | ---------------- | ---------------- | ---------------- | ---------------- | ---------------- | --------- | --------- |
| 2009-10          | CSKAモスクワ     | 18               | -                | -                | 4                | 1                | -         | -         |
| 2010-11          | CSKAモスクワ     | 7                | 7                | 1                | -                | -                | -         | -         |
| 2011-12          | CSKAモスクワ     | 7                | -                | -                | 1                | 0                | -         | -         |
| 2013-14          | CSKAモスクワ     | 7                | -                | -                | 6                | 2                | -         | -         |
| CONCACAF         | CONCACAF         | CONCACAF         | CONCACAF CL      | CONCACAF CL      | -                | -                | クラブW杯 | クラブW杯 |
| 2017             | パチューカ       | 02               | -                | -                | -                | -                | 2         | 0         |
| AFC              | AFC              | AFC              | ACL              | ACL              | -                | -                | クラブW杯 | クラブW杯 |
| 2019             | メルボルン・V    | 4                | 4                | 1                | -                | -                | -         | -         |
| 通算             | UEFA             | UEFA             | 7                | 1                | 11               | 3                | 2         | 0         |
| 通算             | CONCACAF         | CONCACAF         | -                | -                | -                | -                | 2         | 0         |
| 通算             | AFC              | AFC              | 4                | 1                | -                | -                | -         | -         |

その他の国際公式戦
- 2010年 - UEFAヨーロッパリーグ 2010-11 プレーオフ 1試合0得点
- 2012年 - UEFAヨーロッパリーグ 2012-13 プレーオフ 2試合1得点
- 2024年 - AFCチャレンジリーグ 24/25 プレーオフ 1試合0得点

## 監督成績
2021年3月24日現在
| チーム     | 就任   | 退任   | 記録 | 記録 | 記録 | 記録 | 記録   |
| チーム     | 就任   | 退任   | 試合 | 勝   | 分   | 敗   | 勝率 % |
| ---------- | ------ | ------ | ---- | ---- | ---- | ---- | ------ |
| カンボジア | 2018年 | 2023年 | 16   | 3    | 3    | 10   | 018.75 |
| 合計       | 合計   | 合計   | 16   | 3    | 3    | 10   | 018.75 |

## 代表歴
- 国際Aマッチ初出場 - 2008年6月22日 2010 FIFAワールドカップ・アジア3次予選 vsバーレーン代表（埼玉スタジアム2002）
- 国際Aマッチ初得点 - 2009年5月27日 キリンカップサッカー2009 vsチリ代表（長居スタジアム）
- 国際Aマッチ50試合出場 - 2013年10月15日 国際親善試合 vsベラルーシ代表（トルペド・スタジアム）

### 出場大会
- U-20日本代表
  - 2005年 - 2005 FIFAワールドユース選手権（ベスト16）
- U-23日本代表
  - 2006年 - カタール・アジア競技大会（グループリーグ敗退/3試合1得点）
  - 2008年 - 北京オリンピック（グループリーグ敗退）
- 日本代表
  - 2010年 - 2010 FIFAワールドカップ（ベスト16/4試合2得点）
  - 2011年 - AFCアジアカップ2011（優勝/5試合1得点）
  - 2013年 - FIFAコンフェデレーションズカップ2013（グループリーグ敗退/3試合1得点）
  - 2014年 - 2014 FIFAワールドカップ（グループリーグ敗退/3試合1得点）
  - 2015年 - AFCアジアカップ2015（ベスト8/4試合3得点）
  - 2016年 - キリンカップサッカー2016
  - 2018年 - 2018 FIFAワールドカップ（ベスト16/3試合1得点）

### 試合数
- 国際Aマッチ 98試合 37得点（2008年 - 2018年）[2]

| 日本代表 | 国際Aマッチ | 国際Aマッチ |
| 年       | 出場        | 得点        |
| -------- | ----------- | ----------- |
| 2008     | 1           | 0           |
| 2009     | 10          | 3           |
| 2010     | 12          | 3           |
| 2011     | 8           | 2           |
| 2012     | 9           | 4           |
| 2013     | 12          | 8           |
| 2014     | 13          | 4           |
| 2015     | 14          | 10          |
| 2016     | 7           | 2           |
| 2017     | 5           | 0           |
| 2018     | 7           | 1           |
| 通算     | 98          | 37          |

### 出場
| #   | 開催日         | 開催地               | スタジアム                                     | 対戦国           | 勝敗        | 監督                       | 試合概要                               |
| --- | -------------- | -------------------- | ---------------------------------------------- | ---------------- | ----------- | -------------------------- | -------------------------------------- |
| 1.  | 2008年06月22日 | 埼玉県               | 埼玉スタジアム2002                             | バーレーン       | ○1-0        | 岡田武史                   | 2010 FIFAワールドカップ・アジア3次予選 |
| 2.  | 2009年01月28日 | リファー             | バーレーン・ナショナル・スタジアム             | バーレーン       | ●0-1        | 岡田武史                   | AFCアジアカップ2011・最終予選          |
| 3.  | 2009年05月27日 | 大阪府               | 長居陸上競技場                                 | チリ             | ○4-0        | 岡田武史                   | キリンカップサッカー2009               |
| 4.  | 2009年05月31日 | 東京都               | 国立霞ヶ丘競技場陸上競技場                     | ベルギー         | ○4-0        | 岡田武史                   | キリンカップサッカー2009               |
| 5.  | 2009年06月06日 | タシケント           | パフタコール・マルカジイ・スタジアム           | ウズベキスタン   | ○1-0        | 岡田武史                   | 2010 FIFAワールドカップ・アジア4次予選 |
| 6.  | 2009年06月10日 | 神奈川県             | 横浜国際総合競技場                             | カタール         | △1-1        | 大木武（代行）             | 2010 FIFAワールドカップ・アジア4次予選 |
| 7.  | 2009年09月05日 | エンスヘーデ         | デ・フロルーシュ・フェステ                     | オランダ         | ●0-3        | 岡田武史                   | 国際親善試合                           |
| 8.  | 2009年09月09日 | ユトレヒト           | スタディオン・ハルヘンワールト                 | ガーナ           | ○4-3        | 岡田武史                   | 国際親善試合                           |
| 9.  | 2009年10月10日 | 神奈川県             | 横浜国際総合競技場                             | スコットランド   | ○2-0        | 岡田武史                   | キリンチャレンジカップ2009             |
| 10. | 2009年10月14日 | 宮城県               | 宮城スタジアム                                 | トーゴ           | ○5-0        | 岡田武史                   | キリンチャレンジカップ2009             |
| 11. | 2009年11月14日 | ポート・エリザベス   | ネルソン・マンデラ・ベイ・スタジアム           | 南アフリカ共和国 | △0-0        | 岡田武史                   | 国際親善試合                           |
| 12. | 2010年03月03日 | 愛知県               | 豊田スタジアム                                 | バーレーン       | ○2-0        | 岡田武史                   | AFCアジアカップ2011・最終予選          |
| 13. | 2010年05月24日 | 埼玉県               | 埼玉スタジアム2002                             | 韓国             | ●0-2        | 岡田武史                   | キリンチャレンジカップ2010             |
| 14. | 2010年05月30日 | グラーツ             | UPCアレーナ                                    | イングランド     | ●1-2        | 岡田武史                   | 国際親善試合                           |
| 15. | 2010年06月04日 | シオン               | スタッド・ドゥ・トゥールビヨン                 | コートジボワール | ●0-2        | 岡田武史                   | 国際親善試合                           |
| 16. | 2010年06月14日 | ブルームフォンテーン | フリーステイト・スタジアム                     | カメルーン       | ○1-0        | 岡田武史                   | 2010 FIFAワールドカップ                |
| 17. | 2010年06月19日 | ダーバン             | モーゼス・マヒダ・スタジアム                   | オランダ         | ●0-1        | 岡田武史                   | 2010 FIFAワールドカップ                |
| 18. | 2010年06月24日 | ルステンブルク       | ロイヤル・バフォケン・スタジアム               | デンマーク       | ○3-1        | 岡田武史                   | 2010 FIFAワールドカップ                |
| 19. | 2010年06月29日 | プレトリア           | ロフタス・ヴァースフェルド・スタジアム         | パラグアイ       | △0-0(PK3-5) | 岡田武史                   | 2010 FIFAワールドカップ                |
| 20. | 2010年09月04日 | 神奈川県             | 横浜国際総合競技場                             | パラグアイ       | ○1-0        | 原博実（代行）             | キリンチャレンジカップ2010             |
| 21. | 2010年09月07日 | 大阪府               | 長居陸上競技場                                 | グアテマラ       | ○2-1        | 原博実（代行）             | キリンチャレンジカップ2010             |
| 22. | 2010年10月08日 | 埼玉県               | 埼玉スタジアム2002                             | アルゼンチン     | ○1-0        | アルベルト・ザッケローニ   | キリンチャレンジカップ2010             |
| 23. | 2010年10月12日 | ソウル               | ソウルワールドカップ競技場                     | 韓国             | △0-0        | アルベルト・ザッケローニ   | 国際親善試合                           |
| 24. | 2011年01月09日 | ドーハ               | カタールSCスタジアム                           | ヨルダン         | △1-1        | アルベルト・ザッケローニ   | AFCアジアカップ2011                    |
| 25. | 2011年01月13日 | ドーハ               | カタールSCスタジアム                           | シリア           | ○2-1        | アルベルト・ザッケローニ   | AFCアジアカップ2011                    |
| 26. | 2011年01月21日 | ドーハ               | アル・ガラファ・スタジアム                     | カタール         | ○3-2        | アルベルト・ザッケローニ   | AFCアジアカップ2011                    |
| 27. | 2011年01月25日 | ドーハ               | アル・ガラファ・スタジアム                     | 韓国             | △2-2(PK3-0) | アルベルト・ザッケローニ   | AFCアジアカップ2011                    |
| 28. | 2011年01月29日 | ライヤーン           | ハリーファ国際スタジアム                       | オーストラリア   | ○1-0(延長)  | アルベルト・ザッケローニ   | AFCアジアカップ2011                    |
| 29. | 2011年06月01日 | 新潟県               | 新潟スタジアム                                 | ペルー           | △0-0        | アルベルト・ザッケローニ   | キリンカップサッカー2011               |
| 30. | 2011年06月07日 | 神奈川県             | 横浜国際総合競技場                             | チェコ           | △0-0        | アルベルト・ザッケローニ   | キリンカップサッカー2011               |
| 31. | 2011年08月10日 | 北海道               | 札幌ドーム                                     | 韓国             | ○3-0        | アルベルト・ザッケローニ   | キリンチャレンジカップ2011             |
| 32. | 2012年05月23日 | 静岡県               | 静岡県小笠山総合運動公園スタジアム             | アゼルバイジャン | ○2-0        | アルベルト・ザッケローニ   | キリンチャレンジカップ2012             |
| 33. | 2012年06月03日 | 埼玉県               | 埼玉スタジアム2002                             | オマーン         | ○3-0        | アルベルト・ザッケローニ   | 2014 FIFAワールドカップ・アジア4次予選 |
| 34. | 2012年06月08日 | 埼玉県               | 埼玉スタジアム2002                             | ヨルダン         | ○6-0        | アルベルト・ザッケローニ   | 2014 FIFAワールドカップ・アジア4次予選 |
| 35. | 2012年06月12日 | ブリスベン           | ブリスベン・スタジアム                         | オーストラリア   | △1-1        | アルベルト・ザッケローニ   | 2014 FIFAワールドカップ・アジア4次予選 |
| 36. | 2012年08月15日 | 北海道               | 札幌ドーム                                     | ベネズエラ       | △1-1        | アルベルト・ザッケローニ   | キリンチャレンジカップ2012             |
| 37. | 2012年09月06日 | 新潟県               | 新潟スタジアム                                 | アラブ首長国連邦 | ○1-0        | アルベルト・ザッケローニ   | キリンチャレンジカップ2012             |
| 38. | 2012年09月11日 | 埼玉県               | 埼玉スタジアム2002                             | イラク           | ○1-0        | アルベルト・ザッケローニ   | 2014 FIFAワールドカップ・アジア4次予選 |
| 39. | 2012年10月16日 | ヴロツワフ           | ヴロツワフ市立競技場                           | ブラジル         | ●0-4        | アルベルト・ザッケローニ   | 国際親善試合                           |
| 40. | 2012年11月14日 | マスカット           | スルタン・カーブース・スポーツ・コンプレックス | オマーン         | ○2-1        | アルベルト・ザッケローニ   | 2014 FIFAワールドカップ・アジア4次予選 |
| 41. | 2013年02月06日 | 兵庫県               | 御崎公園球技場                                 | ラトビア         | ○3-0        | アルベルト・ザッケローニ   | キリンチャレンジカップ                 |
| 42. | 2013年06月04日 | 埼玉県               | 埼玉スタジアム2002                             | オーストラリア   | △1-1        | アルベルト・ザッケローニ   | 2014 FIFAワールドカップ・アジア4次予選 |
| 43. | 2013年06月15日 | ブラジリア           | エスタジオ・ナシオナル・デ・ブラジリア         | ブラジル         | ●0-3        | アルベルト・ザッケローニ   | FIFAコンフェデレーションズカップ2013   |
| 44. | 2013年06月19日 | レシフェ             | アレナ・ペルナンブーコ                         | イタリア         | ●3-4        | アルベルト・ザッケローニ   | FIFAコンフェデレーションズカップ2013   |
| 45. | 2013年06月22日 | ベロオリゾンテ       | ミネイロン                                     | メキシコ         | ●1-2        | アルベルト・ザッケローニ   | FIFAコンフェデレーションズカップ2013   |
| 46. | 2013年08月14日 | 宮城県               | 宮城スタジアム                                 | ウルグアイ       | ●2-4        | アルベルト・ザッケローニ   | キリンチャレンジカップ2013             |
| 47. | 2013年09月06日 | 大阪府               | 長居陸上競技場                                 | グアテマラ       | ○3-0        | アルベルト・ザッケローニ   | キリンチャレンジカップ2013             |
| 48. | 2013年09月10日 | 神奈川県             | 横浜国際総合競技場                             | ガーナ           | ○3-1        | アルベルト・ザッケローニ   | キリンチャレンジカップ2013             |
| 49. | 2013年10月11日 | ノビサド             | スタディオン・カラジョルジェ                   | セルビア         | ●0-2        | アルベルト・ザッケローニ   | 国際親善試合                           |
| 50. | 2013年10月15日 | ミンスク             | トルペド・スタジアム                           | ベラルーシ       | ●0-1        | アルベルト・ザッケローニ   | 国際親善試合                           |
| 51. | 2013年11月16日 | ヘンク               | クリスタル・アレナ                             | オランダ         | △2-2        | アルベルト・ザッケローニ   | 国際親善試合                           |
| 52. | 2013年11月19日 | ブリュッセル         | ボードゥアン国王競技場                         | ベルギー         | ○3-2        | アルベルト・ザッケローニ   | 国際親善試合                           |
| 53. | 2014年03月05日 | 東京都               | 国立霞ヶ丘競技場陸上競技場                     | ニュージーランド | ○4-2        | アルベルト・ザッケローニ   | キリンチャレンジカップ2014             |
| 54. | 2014年05月27日 | 埼玉県               | 埼玉スタジアム2002                             | キプロス         | ○1-0        | アルベルト・ザッケローニ   | キリンチャレンジカップ2014             |
| 55. | 2014年06月02日 | タンパ               | レイモンド・ジェームス・スタジアム             | コスタリカ       | ○3-1        | アルベルト・ザッケローニ   | 国際親善試合                           |
| 56. | 2014年06月06日 | タンパ               | レイモンド・ジェームス・スタジアム             | ザンビア         | ○4-3        | アルベルト・ザッケローニ   | 国際親善試合                           |
| 57. | 2014年06月14日 | レシフェ             | アレナ・ペルナンブーコ                         | コートジボワール | ●1-2        | アルベルト・ザッケローニ   | 2014 FIFAワールドカップ                |
| 58. | 2014年06月19日 | ナタール             | アレーナ・ダス・ドゥーナス                     | ギリシャ         | △0-0        | アルベルト・ザッケローニ   | 2014 FIFAワールドカップ                |
| 59. | 2014年06月24日 | クイアバ             | アレーナ・パンタナール                         | コロンビア       | ●1-4        | アルベルト・ザッケローニ   | 2014 FIFAワールドカップ                |
| 60. | 2014年09月05日 | 北海道               | 札幌ドーム                                     | ウルグアイ       | ●0-2        | ハビエル・アギーレ         | キリンチャレンジカップ2014             |
| 61. | 2014年09月09日 | 神奈川県             | 横浜国際総合競技場                             | ベネズエラ       | △2-2        | ハビエル・アギーレ         | キリンチャレンジカップ2014             |
| 62. | 2014年10月10日 | 新潟県               | 新潟スタジアム                                 | ジャマイカ       | ○1-0        | ハビエル・アギーレ         | キリンチャレンジカップ2014             |
| 63. | 2014年10月14日 | シンガポール         | シンガポール・ナショナルスタジアム             | ブラジル         | ●0-4        | ハビエル・アギーレ         | 国際親善試合                           |
| 64. | 2014年11月14日 | 愛知県               | 豊田スタジアム                                 | ホンジュラス     | ○6-0        | ハビエル・アギーレ         | キリンチャレンジカップ2014             |
| 65. | 2014年11月18日 | 大阪府               | 長居陸上競技場                                 | オーストラリア   | ○2-1        | ハビエル・アギーレ         | キリンチャレンジカップ2014             |
| 66. | 2015年01月12日 | ニューカッスル       | ニューカッスル・スタジアム                     | パレスチナ       | ○4-0        | ハビエル・アギーレ         | AFCアジアカップ2015                    |
| 67. | 2015年01月16日 | ブリスベン           | ブリスベン・スタジアム                         | イラク           | ○1-0        | ハビエル・アギーレ         | AFCアジアカップ2015                    |
| 68. | 2015年01月20日 | メルボルン           | メルボルン・レクタンギュラー・スタジアム       | ヨルダン         | ○2-0        | ハビエル・アギーレ         | AFCアジアカップ2015                    |
| 69. | 2015年01月23日 | シドニー             | スタジアム・オーストラリア                     | アラブ首長国連邦 | △1-1(PK4-5) | ハビエル・アギーレ         | AFCアジアカップ2015                    |
| 70. | 2015年03月27日 | 大分県               | 大分スポーツ公園総合競技場                     | チュニジア       | ○2-0        | ヴァイッド・ハリルホジッチ | キリンチャレンジカップ2015             |
| 71. | 2015年03月31日 | 東京都               | 東京スタジアム                                 | ウズベキスタン   | ○5-1        | ヴァイッド・ハリルホジッチ | JALチャレンジカップ2015                |
| 72. | 2015年06月11日 | 神奈川県             | 横浜国際総合競技場                             | イラク           | ○4-0        | ヴァイッド・ハリルホジッチ | キリンチャレンジカップ2015             |
| 73. | 2015年06月16日 | 埼玉県               | 埼玉スタジアム2002                             | シンガポール     | △0-0        | ヴァイッド・ハリルホジッチ | 2018 FIFAワールドカップ・アジア2次予選 |
| 74. | 2015年09月03日 | 埼玉県               | 埼玉スタジアム2002                             | カンボジア       | ○3-0        | ヴァイッド・ハリルホジッチ | 2018 FIFAワールドカップ・アジア2次予選 |
| 75. | 2015年09月08日 | テヘラン             | アザディ・スタジアム                           | アフガニスタン   | ○6-0        | ヴァイッド・ハリルホジッチ | 2018 FIFAワールドカップ・アジア2次予選 |
| 76. | 2015年10月08日 | マスカット           | シーブ・スタジアム                             | シリア           | ○3-0        | ヴァイッド・ハリルホジッチ | 2018 FIFAワールドカップ・アジア2次予選 |
| 77. | 2015年10月13日 | テヘラン             | アザディ・スタジアム                           | イラン           | △1-1        | ヴァイッド・ハリルホジッチ | 国際親善試合                           |
| 78. | 2015年11月12日 | シンガポール         | シンガポール・ナショナルスタジアム             | シンガポール     | ○3-0        | ヴァイッド・ハリルホジッチ | 2018 FIFAワールドカップ・アジア2次予選 |
| 79. | 2015年11月17日 | プノンペン           | プノンペン・オリンピックスタジアム             | カンボジア       | ○2-0        | ヴァイッド・ハリルホジッチ | 2018 FIFAワールドカップ・アジア2次予選 |
| 80. | 2016年03月29日 | 埼玉県               | 埼玉スタジアム2002                             | シリア           | ○5-0        | ヴァイッド・ハリルホジッチ | 2018 FIFAワールドカップ・アジア2次予選 |
| 81. | 2016年09月01日 | 埼玉県               | 埼玉スタジアム2002                             | アラブ首長国連邦 | ●1-2        | ヴァイッド・ハリルホジッチ | 2018 FIFAワールドカップ・アジア3次予選 |
| 82. | 2016年09月06日 | バンコク             | ラジャマンガラ競技場                           | タイ             | ○2-0        | ヴァイッド・ハリルホジッチ | 2018 FIFAワールドカップ・アジア3次予選 |
| 83. | 2016年10月06日 | 埼玉県               | 埼玉スタジアム2002                             | イラク           | ○2-1        | ヴァイッド・ハリルホジッチ | 2018 FIFAワールドカップ・アジア3次予選 |
| 84. | 2016年10月11日 | メルボルン           | ドックランズ・スタジアム                       | オーストラリア   | △1-1        | ヴァイッド・ハリルホジッチ | 2018 FIFAワールドカップ・アジア3次予選 |
| 85. | 2016年11月11日 | 茨城県               | 茨城県立カシマサッカースタジアム               | オマーン         | ○4-0        | ヴァイッド・ハリルホジッチ | キリンチャレンジカップ2016             |
| 86. | 2016年11月15日 | 埼玉県               | 埼玉スタジアム2002                             | サウジアラビア   | ○2-1        | ヴァイッド・ハリルホジッチ | 2018 FIFAワールドカップ・アジア3次予選 |
| 87. | 2017年03月23日 | アル・アイン         | ハッザーア・ビン・ザーイド・スタジアム         | アラブ首長国連邦 | ○2-0        | ヴァイッド・ハリルホジッチ | 2018 FIFAワールドカップ・アジア3次予選 |
| 88. | 2017年03月28日 | 埼玉県               | 埼玉スタジアム2002                             | タイ             | ○4-0        | ヴァイッド・ハリルホジッチ | 2018 FIFAワールドカップ・アジア3次予選 |
| 89. | 2017年06月07日 | 東京都               | 東京スタジアム                                 | シリア           | △1-1        | ヴァイッド・ハリルホジッチ | 国際親善試合                           |
| 90. | 2017年06月13日 | テヘラン             | シャヒード・ダストゲルディ・スタジアム         | イラク           | △1-1        | ヴァイッド・ハリルホジッチ | 2018 FIFAワールドカップ・アジア3次予選 |
| 91. | 2017年09月05日 | ジッダ               | キング・アブドゥッラー・スポーツ・シティ       | サウジアラビア   | ●0-1        | ヴァイッド・ハリルホジッチ | 2018 FIFAワールドカップ・アジア3次予選 |
| 92. | 2018年03月23日 | リエージュ           | スタッド・モーリス・デュフラン                 | マリ             | △1-1        | ヴァイッド・ハリルホジッチ | 国際親善試合                           |
| 93. | 2018年03月27日 | リエージュ           | スタッド・モーリス・デュフラン                 | ウクライナ       | ●1-2        | ヴァイッド・ハリルホジッチ | キリンチャレンジカップ2018 in EUROPE   |
| 94. | 2018年05月30日 | 神奈川県             | 横浜国際総合競技場                             | ガーナ           | ●0-2        | 西野朗                     | キリンチャレンジカップ2018             |
| 95. | 2018年06月08日 | ルガーノ             | スタディオ・コルナレド                         | スイス           | ●0-2        | 西野朗                     | 国際親善試合                           |
| 96. | 2018年06月19日 | サランスク           | モルドヴィア・アリーナ                         | コロンビア       | ○2-1        | 西野朗                     | 2018 FIFAワールドカップ                |
| 97. | 2018年06月24日 | エカテリンブルク     | エカテリンブルク・アリーナ                     | セネガル         | △2-2        | 西野朗                     | 2018 FIFAワールドカップ                |
| 98. | 2018年07月02日 | ロストフ・ナ・ドヌ   | ロストフ・アリーナ                             | ベルギー         | ●2-3        | 西野朗                     | 2018 FIFAワールドカップ                |

### ゴール
| #   | 開催日         | 開催地               | スタジアム                               | 対戦国           | 勝敗 | 試合概要                               |
| --- | -------------- | -------------------- | ---------------------------------------- | ---------------- | ---- | -------------------------------------- |
| 1.  | 2009年5月27日  | 大阪府               | 大阪長居スタジアム                       | チリ             | ○4-0 | キリンカップサッカー2009               |
| 2.  | 2009年10月10日 | 神奈川県             | 横浜国際総合競技場                       | スコットランド   | ○2-0 | キリンチャレンジカップ2009             |
| 3.  | 2009年10月14日 | 宮城県               | 宮城スタジアム                           | トーゴ           | ○5-0 | キリンチャレンジカップ2009             |
| 4.  | 2010年3月3日   | 愛知県               | 豊田スタジアム                           | バーレーン       | ○2-0 | AFCアジアカップ2011 予選               |
| 5.  | 2010年6月14日  | ブルームフォンテーン | フリーステイト・スタジアム               | カメルーン       | ○1-0 | 2010 FIFAワールドカップ                |
| 6.  | 2010年6月24日  | ルステンブルク       | ロイヤル・バフォケン・スタジアム         | デンマーク       | ○3-1 | 2010 FIFAワールドカップ                |
| 7.  | 2011年1月13日  | ドーハ               | カタールSCスタジアム                     | シリア           | ○2-1 | AFCアジアカップ2011                    |
| 8.  | 2011年8月10日  | 北海道               | 札幌ドーム                               | 韓国             | ○3-0 | キリンチャレンジカップ2011             |
| 9.  | 2012年6月3日   | 埼玉県               | 埼玉スタジアム2002                       | オマーン         | ○3-0 | 2014 FIFAワールドカップ・アジア4次予選 |
| 10. | 2012年6月8日   | 埼玉県               | 埼玉スタジアム2002                       | ヨルダン         | ○6-0 | 2014 FIFAワールドカップ・アジア4次予選 |
| 11. | 2012年6月8日   | 埼玉県               | 埼玉スタジアム2002                       | ヨルダン         | ○6-0 | 2014 FIFAワールドカップ・アジア4次予選 |
| 12. | 2012年6月8日   | 埼玉県               | 埼玉スタジアム2002                       | ヨルダン         | ○6-0 | 2014 FIFAワールドカップ・アジア4次予選 |
| 13. | 2013年2月6日   | 兵庫県               | ホームズスタジアム神戸                   | ラトビア         | ○3-0 | キリンチャレンジカップ2013             |
| 14. | 2013年6月4日   | 埼玉県               | 埼玉スタジアム2002                       | オーストラリア   | △1-1 | 2014 FIFAワールドカップ・アジア4次予選 |
| 15. | 2013年6月19日  | レシフェ             | エスタジオ・ナシオナル・デ・ブラジリア   | イタリア         | ●3-4 | FIFAコンフェデレーションズカップ2013   |
| 16. | 2013年8月15日  | 宮城県               | 宮城スタジアム                           | ウルグアイ       | ●2-4 | キリンチャレンジカップ2013             |
| 17. | 2013年9月6日   | 大阪府               | 大阪長居スタジアム                       | グアテマラ       | ○3-0 | キリンチャレンジカップ2013             |
| 18. | 2013年9月10日  | 神奈川県             | 横浜国際総合競技場                       | ガーナ           | ○3-1 | キリンチャレンジカップ2013             |
| 19. | 2013年11月16日 | ヘンク               | クリスタル・アレナ                       | オランダ         | △2-2 | 国際親善試合                           |
| 20. | 2013年11月19日 | ブリュッセル         | ボードゥアン国王競技場                   | ベルギー         | ○3-2 | 国際親善試合                           |
| 21. | 2014年6月6日   | タンパ               | レイモンド・ジェームス・スタジアム       | ザンビア         | ○4-3 | 国際親善試合                           |
| 22. | 2014年6月6日   | タンパ               | レイモンド・ジェームス・スタジアム       | ザンビア         | ○4-3 | 国際親善試合                           |
| 23. | 2014年6月14日  | レシフェ             | アレナ・ペルナンブーコ                   | コートジボワール | ●1-2 | 2014 FIFAワールドカップ                |
| 24. | 2014年11月14日 | 愛知県               | 豊田スタジアム                           | ホンジュラス     | ○6-0 | キリンチャレンジカップ2014             |
| 25. | 2015年1月12日  | ニューカッスル       | ニューカッスル・スタジアム               | パレスチナ       | ○4-0 | AFCアジアカップ2015                    |
| 26. | 2015年1月16日  | ブリスベン           | ブリスベン・スタジアム                   | イラク           | ○1-0 | AFCアジアカップ2015                    |
| 27. | 2015年1月20日  | メルボルン           | メルボルン・レクタンギュラー・スタジアム | ヨルダン         | ○2-0 | AFCアジアカップ2015                    |
| 28. | 2015年3月27日  | 大分県               | 大分ビッグアイ                           | チュニジア       | ○2-0 | キリンチャレンジカップ2015             |
| 29. | 2015年6月11日  | 神奈川県             | 横浜国際総合競技場                       | イラク           | ○4-0 | キリンチャレンジカップ2015             |
| 30. | 2015年9月3日   | 埼玉県               | 埼玉スタジアム2002                       | カンボジア       | ○3-0 | 2018 FIFAワールドカップ・アジア2次予選 |
| 31. | 2015年9月8日   | テヘラン             | アザディ・スタジアム                     | アフガニスタン   | ○6-0 | 2018 FIFAワールドカップ・アジア2次予選 |
| 32. | 2015年10月8日  | マスカット           | シーブ・スタジアム                       | シリア           | ○3-0 | 2018 FIFAワールドカップ・アジア2次予選 |
| 33. | 2015年11月12日 | ラン地区             | シンガポール・ナショナルスタジアム       | シンガポール     | ○3-0 | 2018 FIFAワールドカップ・アジア2次予選 |
| 34. | 2015年11月17日 | プノンペン           | プノンペン・オリンピックスタジアム       | カンボジア       | ○2-0 | 2018 FIFAワールドカップ・アジア2次予選 |
| 35. | 2016年3月29日  | 埼玉県               | 埼玉スタジアム2002                       | シリア           | ○5-0 | 2018 FIFAワールドカップ・アジア2次予選 |
| 36. | 2016年9月1日   | 埼玉県               | 埼玉スタジアム2002                       | アラブ首長国連邦 | ●1-2 | 2018 FIFAワールドカップ・アジア3次予選 |
| 37. | 2018年6月24日  | エカテリンブルク     | エカテリンブルク・アリーナ               | セネガル         | △2-2 | 2018 FIFAワールドカップ                |

### 年表
- 公式戦初出場 - 2004年7月24日 ナビスコカップ vsジュビロ磐田（名古屋市瑞穂公園陸上競技場）
- Jリーグ初出場 - 2005年3月5日 J1第1節 vsジェフユナイテッド市原・千葉（名古屋市瑞穂陸上競技場）
- Jリーグ初得点 - 2005年4月28日 J1第8節 vs東京ヴェルディ1969（名古屋市瑞穂公園陸上競技場）
- エールディヴィジ初出場 - 2008年1月20日 第20節 vsPSVアイントホーフェン（デ・クール）
- エールディヴィジ初得点 - 2008年3月15日 第29節 vsフェイエノールト（デ・カイプ）
- ロシア・プレミアリーグ初出場・初得点 - 2010年3月12日 第1節 vsFCアムカル・ペルミ（ルジニキ・スタジアム）
- セリエA初出場 - 2014年1月12日 第19節 vsUSサッスオーロ・カルチョ（マペイ・スタジアム＝チッタ・デル・トリコローレ）
- セリエA初得点 - 2014年4月7日 第32節 vsジェノアCFC（スタディオ・ルイジ・フェッラーリス）
- リーガMX初出場・初得点 - 2017年8月22日 第6節 vsティブロネス・ロホス・デ・ベラクルス（エスタディオ・イダルゴ）
- Aリーグ初出場・初得点 - 2018年10月20日 第1節 vsメルボルン・シティFC（マーベル・スタジアム）
- カンピオナート・カリオカ初出場・初得点 - 2020年3月15日 第3節 vsバングーAC（エスタジオ・ニウソン・サントス）
- アゼルバイジャン・プレミアリーグ初出場 - 2021年4月4日 第21節 vsスムガイトFK（スムガイト・シティ・スタジアム）
- アゼルバイジャン・プレミアリーグ初得点 - 2021年5月3日 第25節 vsケシュラFK（シャマキ・シティ・スタジアム）
- Aリーガ初出場・初得点 - 2021年9月26日 第30節 vsFKバンガ・ガルグジュダイ（スードゥヴァ・スタジアム）
- ブータン・プレミアリーグ初出場 - 2024年8月8日 - 第12節 vsチランFC（チャンリミタン・スタジアム）
- ブータン・プレミアリーグ初得点 - 2024年10月20日 - 第18節 vsティンプー・シティFC（チャンリミタン・スタジアム）

## 指導経歴
- 2018年 - 2023年 カンボジア代表 GM・監督
  - 国のナショナルチームの監督として指導する場合、通常は日本サッカー協会公認S級ライセンス指導者資格を取得することが義務付けられているが、本田はそのライセンスがないため[288]、名目上はゼネラルマネージャー登録としており、正式なライセンスを保有している監督を別に立てている。
  - 本田はTwitter[289] で、「プロの指導者ライセンスを残しつつ、ライセンスがなくても誰でも監督になれるようにするべき」との私見を述べている。

## タイトル

### クラブ
VVVフェンロー
- エールステ・ディヴィジ：2008-09

PFC CSKAモスクワ
- ロシア・プレミアリーグ：2012-13
- ロシア・カップ：2010-11, 2012-13
- ロシア・スーパーカップ：2013

ACミラン
- スーペルコッパ・イタリアーナ：2016

ネフチ・バクー
- アゼルバイジャン・プレミアリーグ：2020-21

パロFC
- ブータン・プレミアリーグ：2024

### 代表
- AFCアジアカップ：2011
- キリンカップ：2009年、2011年

### 個人
- エールステ・ディヴィジ MVP：2008-09
- 日本年間最優秀選手賞（フットボーラー・オブ・ザ・イヤー）：2010
- AFCアジアカップ MVP ：2011
- ブラジルW杯アジア最終予選　トヨタ・トップ・ゴール・スコアラー：2013
- ベスト・フットボーラー・イン・アジア(初代受賞者)：2013
- トロフェオTIM 最優秀選手：2014[290]
- 第21回「ジェントルマン・アワード」ミラン・ベストゴール賞：2015-16

### その他
- ナンバーMVP賞：2010
- ファーストペンギンアワード（初代受賞者）：2016
- HEROs OF THE YEAR：2020

## 出演

### ラジオ
- 本田圭佑 「NowVoice」（ニッポン放送）※パーソナリティ - 2020年8月27日、9月29日 - 2021年3月23日

### CM
- 東京ビューティーセンター→TBCグループ「MEN’S TBC」（2007年 - 2008年  2024年 - ）
- 現代自動車（2010年）
- 日本コカ・コーラ「アクエリアス 僕にはできる、キャンペーン」（2010年 - 2014年）
- ユニクロ
  - プリントフリース（2010年）
  - チノ&カーゴパンツ（2011年）
  - ジーンズ（2014年）
- アサヒフードアンドヘルスケア「ミンティア」（2012年 - 2015年）
- カプコン「モンスターハンター4」（2013年 - 2014年）
- NTTドコモ「docomo LTE XI」（2013年）
- 日本マクドナルド「クォーターパウンダー」（2013年）
- ミズノ（2013年 - 2022年）
- スカパーJSAT「スカパー!」（2014年）
- キリンビール「麒麟淡麗〈生〉」（2014年）
- オリンパス「OM-D E-M10」（2014年 - 2015年）
- イオン「夢ノート」（2014年）
- コナミ「ワールドサッカーコレクションS」（2014年 - 2015年）
- メルセデス・ベンツ日本「C-Class」（2014年 - 2015年）
- アディダスジャパン（2014年）
- 東洋ゴム工業「Proxes・TI Sport」（2014年 - 2017年）
- P&G「ブラウン ・シリーズ9」（2014年 - 2015年）
- 東京西川「ボナノッテ」（2015年 - 2019年）
- ベネッセ「進研ゼミ」（2015年）
- 楽天コミュニケーションズ「楽天モバイル」（2015年 - 2016年）
- トヨタ自動車「AURIS HYBRID」（2016年）
- Supercell「クラッシュ・ロワイヤル」（2016年）
- インベスターズクラウド「TATERU」（2016年 - 2018年）
- 花王「ウルトラアタックneo」（2017年）
- KDDI「Au」（2017年）
- プログリット（2018年 - ）
- リミックスポイント「ビットポイント」（2018年 - 2019年）
- ロート製薬「リグロEX5」（2018年 - 2019年）
- サントリー食品インターナショナル
  - ペプシ（2019年）
  - 天然水 THE STRONG（2023年 - 2024年）
- HRBrain（2020年）
- Peace to Peace「キャリーミー」（2021年 - ）
- オッズパーク（2023年 - 2024年）
- クリア「MEN’S クリア」（2023年 - 2024年）
- はなまる「ソコカラ」（2023年 - ）
- ルーデル「ブルーロック Project: World Champion」（2023年）三笘薫と共演
- ベンド「MetaLife」（2023年 - 2024年）
- ヤマワケエスケート（2023年 - ）
- CDエナジーダイレクト（2024年 - 2025年）福原遥と共演
- グラクソ・スミスクライン→HALEONジャパン「シュミテクト」（2024年 - ）